# 미스코리아 USA
미스코리아 USA(Miss Korea USA)는 미국에서 열리는 해외 거주 한국인을 위한 미스코리아 대회이다. "진(眞), 선(善), 미(美)" 선발 형식으로 입상자에게는 본선에 진출할 수 있는 기회가 주어지는 방식으로 이루어진다.
2015년 기존의 "진,선,미" 선발 방식을 없애고 순위 없는 "TOP3" 선발 방식으로 변경되며 동시에 지역 예선 대회 없이 바로 본선 대회 1회만 하는 것으로 변경되었으나 2018년 다시 기존의 "진,선,미" 선발 방식으로 재변경되었다.

## 입상자

##### 2014년[1]
- 진(眞) : 왕현 (LA)
- 선(善) : 허진 (LA)
- 미(美) : 이사라 (LA)
- 한국일보 : 김나영 (LA)
- 포토제닉 : 왕현 (LA)
- 베스트 드레서 : 김나영 (LA)
- 베스트 스피치 : 윤찬송 (뉴욕 진)
- 우정상 : 앤시 아비딘 (LA)

##### 2015년
- Top 3 : 정엔젤(한국명 정혜정), 한호정, 안리나
- 특별상 : 신은혜

##### 2016년
- Top 3 : 조민희, 이샤론, 노주희
- 포토제닉 : 오연규
- 베스트 드레서 : 이민재
- 우정상 : 유소연

##### 2017년
- Top 3 : 이나원, 양효원, 김득현
- 인기상 : 권오경

##### 2018년[2]
- 진(眞) : 이윤진
- 선(善) : 김채은
- 미(美) : 박진

##### 2019년[3]
- 진(眞) : 김세연
- 선(善) : 이정화
- 미(美) : 김지혜
- 제스프리 : 강지수

#### 지역 예선

##### 워싱턴
- 최인희 (1973년 워싱턴 진)
- 송춘희 (1974년 워싱턴 진)
- 조애자 (1975년 워싱턴 진)
- 유재선 (1976년 워싱턴 진)
- 김진옥 (1977년 워싱턴 진)
- 신해경 (1978년 워싱턴 진)
- 조경희 (1979년 워싱턴)
- 이여진 (1980년 워싱턴 진)
- 유길자 (1981년 워싱턴 진)
- 고영미 (1982년 워싱턴 진)
- 은미경 (1982년 워싱턴 선)
- 차승희 (1983년 워싱턴 진)
- 박영희 (1983년 워싱턴 선)
- 한원선 (1984년 워싱턴 진)
- 백은숙 (1985년 워싱턴 진)
- 윤희경 (1986년 워싱턴 진)
- 정성혜 (1986년 워싱턴 선)
- 김보영 (1987년 워싱턴 진)
- 김소라 (1987년 워싱턴 선)
- 김은정 (1988년 워싱턴 진)
- 김경은 (1988년 워싱턴 진)
- 임지아 (1989년 워싱턴 진)
- 김준 (1990년 워싱턴 진)
- 박진아 (1991년 워싱턴 진)
- 최은영 (1992년 워싱턴 진)
- 임은진 (1993년 워싱턴 진)
- 차병선 (1994년 워싱턴 진)
- 김아린 (1995년 워싱턴 진)
- 정재영 (제이, 1995년 워싱턴 선)
- 신소미 (1995년 워싱턴 미)
- 정윤영 (1996년 워싱턴 진)
- 이지윤 (1997년 워싱턴 진)
- 박주미 (1998년 워싱턴 진)
- 노현영 (1999년 워싱턴 진)
- 권미진 (2000년 워싱턴 진)
- 문새롬 (2001년 워싱턴 선)
- 인현주 (2002년 워싱턴 진)
- 오지현 (2003년 워싱턴 진)
- 최효선 (2004년 워싱턴 진)
- 최영 (2005년 워싱턴 진)
- 김하늘 (2006년 워싱턴 진)
- 장혜미 (2007년 워싱턴 진)
- 이카니 (2008년 워싱턴 진)
- 양국화	(2009년 워싱턴 진)
- 황인아	(2010년 워싱턴 진)
- 이슬아	(2011년 워싱턴 진)
- 구민정	(2012년 워싱턴 진)
- 송아진	(2013년 워싱턴 진)
- 남기은 (2014년 워싱턴 진)
- 나연진 (2014년 워싱턴 선)
- 한은아 (2014년 워싱턴 미)

| 

##### 뉴욕
- 이수정 (1973년 뉴욕 진)
- 전혜경 (1974년 뉴욕 진)
- 손진형 (1974년 뉴욕 선)
- 김형미 (1975년 뉴욕 진)
- 최인숙 (1976년 뉴욕 진)
- 김순애 (1977년 뉴욕 진)
- 한영란 (1977년 뉴욕 미)
- 박은주 (1978년 뉴욕 진)
- 정미영 (1979년 뉴욕 진)
- 이영주 (1980년 뉴욕 진)
- 이은미 (1980년 뉴욕 선)
- 이윤경 (1981년 뉴욕 진)
- 고일선 (1982년 뉴욕 진)
- 김영아 (1982년 뉴욕 선)
- 김미선 (1983년 뉴욕 진)
- 강호정 (1984년 뉴욕 진)
- 안정미 (1985년 뉴욕 진)
- 김유나 (1985년 뉴욕 선)
- 권미원 (1985년 뉴욕 미)
- 최미수 (1986년 뉴욕 진)
- 황승원 (1986년 뉴욕 선)
- 박정윤 (1987년 뉴욕 진)
- 최영실 (1988년 뉴욕 진)
- 최유진 (1989년 뉴욕 진)
- 김선민 (1990년 뉴욕 진)
- 김미양 (1991년 뉴욕 진)
- 정소영 (1992년 뉴욕 진)
- 고정민 (1993년 뉴욕 진)
- 이은아 (1994년 뉴욕 진)
- 유연숙 (1994년 뉴욕 선)
- 최윤영 (1995년 뉴욕 진)
- 윤원희 (1996년 뉴욕 진)
- 이자영 (1997년 뉴욕 선)
- 배인경 (1997년 뉴욕 미)
- 허민희 (1998년 뉴욕 진)
- 박난희 (1998년 뉴욕 진)
- 윤성아 (1998년 뉴욕 선)
- 김재은 (1998년 뉴욕 미)
- 남수진 (1999년 뉴욕 진)
- 오크리스티 (1999년 뉴욕 선)
- 임은경 (1999년 뉴욕 미)
- 박보라 (2000년 뉴욕 진)
- 박희경 (2000년 뉴욕 선)
- 김은정 (2000년 뉴욕 미)
- 하주연 (2001년 뉴욕 진)
- 오지민 (2001년 뉴욕 선)
- 김주희 (2001년 뉴욕 미)
- 이은혜 (2002년 뉴욕 진)
- 최영진 (2002년 뉴욕 선)
- 이영광 (2002년 뉴욕 미)
- 김윤경 (2003년 뉴욕 진)
- 송영아 (2003년 뉴욕 선)
- 박자넷 (2004년 뉴욕 진)
- 이세아 (2004년 뉴욕 선)
- 이은원 (2004년 뉴욕 미)
- 윤진 (2005년 뉴욕 진)
- 김이슬 (2005년 뉴욕 선)
- 이화경 (2005년 뉴욕 미)
- 이진 (2006년 뉴욕 진)
- 김나오미 (2006년 뉴욕 선)
- 최은영 (2006년 뉴욕 미)
- 강유선 (2007년 뉴욕 진)
- 이은미 (2007년 뉴욕 선)
- 강연주 (2007년 뉴욕 미)
- 임혜림 (2008년 뉴욕 진)
- 노정은 (2008년 뉴욕 선)
- 채승혜 (2008년 뉴욕 미)
- 김유진 (2009년 뉴욕 진)
- 김수란 (2009년 뉴욕 선)
- 박지은 (2009년 뉴욕 미)
- 이은지 (2010년 뉴욕 진)
- 유지민 (2010년 뉴욕 선)
- 정은지 (2010년 뉴욕 미)
- 이승현 (2011년 뉴욕 진)
- 임보미 (2011년 뉴욕 선)
- 마현선 (2011년 뉴욕 미)
- 정수미 (2012년 뉴욕 진)
- 김미래 (2012년 뉴욕 선)
- 한미령 (2012년 뉴욕 미)
- 송정민 (2013년 뉴욕 진)
- 이보라 (2013년 뉴욕 선)
- 김희진 (2013년 뉴욕 미)
- 윤찬송 (2014년 뉴욕 진)
- 김슬기 (2014년 뉴욕 선)
- 김다솜 (2014년 뉴욕 미)

| 

##### 캘리포니아
- 이혜숙 (1973년 캘리포니아 진)
- 김현주 (1974년 캘리포니아 진)
- 박진숙 (1974년 캘리포니아 선)
- 이성희 (1975년 캘리포니아 진)
- 신병숙 (1976년 캘리포니아 진)
- 신병옥 (1977년 캘리포니아 진)
- 이영임 (1977년 캘리포니아 선)
- 김은희 (1978년 캘리포니아 진)
- 홍여진 (1979년 캘리포니아 진)
- 장정순 (1980년 남가주 진)
- 이한나 (1981년 남가주 진)
- 안진경 (1981년 남가주 선)
- 이진원 (1981년 남가주 미)
- 이현주 (1982년 남가주 진)
- 최경미 (1982년 남가주 선)
- 손란경 (1982년 남가주 미)
- 이미선 (1983년 남가주 진)
- 최윤은 (1983년 남가주 선)
- 최송자 (1983년 남가주 미)
- 이주희 (1984년 남가주 선)
- 윤지영 (1984년 남가주 선)
- 강혜남 (1984년 남가주 미)
- 송혜경 (1985년 남가주 진)
- 김리나 (1985년 남가주 선)
- 유경화 (1985년 남가주 미)
- 민선경 (1986년 남가주 진)
- 신미경 (1986년 남가주 선)
- 박영미 (1986년 남가주 미)
- 김연진 (1988년 남가주 진)
- 오현주 (1988년 남가주 선)
- 강호정 (1988년 남가주 미)
- 신소금 (1989년 남가주 진)
- 김미경 (1989년 남가주 선)
- 윤경희 (1989년 남가주 미)
- 이혜정 (1990년 남가주 진)
- 안지영 (1990년 남가주 선)
- 이명형 (1990년 남가주 미)
- 정명원 (1991년 남가주 진)
- 김송이 (1991년 남가주 선)
- 신주영 (1991년 남가주 미)
- 유수정 (1992년 남가주 진)
- 이정희 (1992년 남가주 선)
- 이현경 (1992년 남가주 미)
- 조혜미 (1993년 남가주 진)
- 이용란 (1993년 남가주 선)
- 고민정 (1993년 남가주 미)
- 소수영 (1995년 남가주 진)
- 한성원 (1995년 남가주 선)
- 현수연 (1995년 남가주 미)
- 이봄이 (1996년 남가주 진)
- 최정윤 (1996년 남가주 선)
- 심가연 (1996년 남가주 미)
- 윤주연 (1997년 남가주 진)
- 양진선 (1997년 남가주 선)
- 이송화 (1997년 남가주 미)
- 이주희 (1998년 남가주 진)
- 공성혜 (1998년 남가주 선)
- 정정은 (1998년 남가주 미)
- 김리사 (1999년 남가주 진)
- 김연진 (1999년 남가주 선)
- 김소영 (1999년 남가주 미)
- 박은정 (2000년 남가주 진)
- 조미진 (2000년 남가주 선)
- 정소영 (2000년 남가주 미)
- 고윤미 (2001년 남가주 진)
- 한지원 (2001년 남가주 선)
- 양유미 (2001년 남가주 미)

| 
 
|}
| - 송경식 (1974년 시카고 진) - 헬렌 정 (1974년 시카고 미) - 최선애 (1974년 시카고) - 김은순 (1975년 시카고 진) - 루이 장 (1976년 시카고 진) - 서현주 (1977년 시카고 진) - 홍선희 (1978년 시카고 진) - 김미재 (1979년 시카고 진) - 김홍선 (1980년 시카고 진) - 최은희 (1981년 시카고 진) - 이미진 (1982년 시카고) - 강정민 (1984년 시카고 진) - 김경숙 (1984년 시카고 선) - 최선미 (1985년 시카고 진) - 황주화 (1986년 시카고 진) - 이수현 (1987년 시카고 진) - 박수지 (1988년 시카고 진) - 김주희 (1989년 시카고) - 변리사 (1990년 시카고 진) - 이은주 (1991년 시카고 진) - 박혜진 (1992년 시카고 진) - 이은영 (1993년 시카고 진) - 최준희 (1994년 시카고 진) - 윤진희 (1994년 시카고 선) - 이정현 (1995년 시카고 진) - 정주은 (1996년 시카고 진) - 김혜영 (1997년 시카고 진) - 공성희 (1998년 시카고 진) - 조앤지 (1999년 시카고 진) - 민성아 (2000년 시카고 진) - 박재연 (2001년 시카고 선) - 다이앤 정 (2002년 시카고 진) - 박지영 (2003년 시카고 진) - 조아든 (아든 조, 2004년 시카고 진) - 박지수 (2005년 시카고 진) - 최립지 (2006년 시카고 진) - 김수정 (2007년 시카고 진) - 박경은 (2008년 시카고 진) - 이지윤/Jennifer Jee-Yoon Yi (2011년 시카고 진) | - 황보경 (1987년 LA 진) - 이영미 (1987년 LA 선) - 장은애 (1987년 LA 미) - 전혜성 (1994년 LA 진) - 전민선 (1994년 LA 선) - 한태영 (1994년 LA 미) - 김계옥 (2002년 LA 진) - 이혜미 (2002년 LA 선) - 김미정 (2002년 LA 미) - 손미보 (2003년 LA 진) - 김나혜 (2003년 LA 선) - 정선 (2003년 LA 미) - 김연경 (2004년 LA 진) - 차한나 (2004년 LA 선) - 이모니카 (2004년 LA 미) - 김민교 (2005년 LA 진) - 김미영 (2005년 LA 선) - 정재희 (2005년 LA 미) - 황하나 (2006년 LA 진) - 김희지 (2006년 LA 선) - 이지애 (2006년 LA 미) - 이재아 (2007년 LA 진) - 박재원 (2007년 LA 선) - 백현이 (2007년 LA 미) - 임효준 (2008년 LA 진) - 주홍선 (2008년 LA 선) - 민경혜 (2008년 LA 미) - 김혜린 (2009년 LA 진) - 김지혜 (2009년 LA 선) - 김희정 (2009년 LA 미) - 이지현 (2010년 LA 진) - 김나연 (2010년 LA 선) - 임은희 (2010년 LA 미) - 김수정 (2011년 LA 진) - 유지형 (2011년 LA 선) - 에스더 문 (2011년 LA 미) - 서은진 (2012년 LA 진) - 왕인 (2012년 LA 선) - 권유주 (2012년 LA 미) - 황해나 (2013년 LA 진) - 이수잔 (2013년 LA 선) - 조하은 (2013년 LA 미) - 2014년 USA 본선 진출자: - 이사라 - 봉효원 - 앤시 아비딘 - 왕현 - 허진 - 정예랑 - 김나영 - 고서란 | - 노인자 (1976년 하와이 진) - 버날린 김 (1976년 하와이 선) - 김정자 (1979년 하와이 진) - 정혜승 (1990년 하와이 진) - 전시예나 (1991년 하와이 진) - 김주희 (1992년 하와이 진) - 김유라 (1993년 하와이 진) - 박리리 (1994년 하와이 진) - 전수 (1995년 하와이 진) - 임지민 (1996년 하와이 진) - 이윤희 (1997년 하와이 진) - 이수진 (1997년 하와이 미) - 고영아 (1998년 하와이 진) - 이주연 (1999년 하와이 진) - 강희정 (2000년 하와이 진) - 최수진 (2001년 하와이 진) - 황세희 (2002년 하와이 진) - 강희진 (2003년 하와이 진) - 정보람 (2004년 하와이 진) - 김수정 (2005년 하와이 진) - 홍은영 (2006년 하와이 진) - 고은혜 (2007년 하와이 진) - 박지수 (2008년 하와이 진) - 박세현 (2013년 하와이 진) - 장하나엘 (2013년 하와이 선) - 구하림 (2014년 하와이 선) - 임성희 (2014년 하와이 미) |  |

| - 이숙녀 (1974년 샌프란시스코 진) - 김성은 (1987년 샌프란시스코 진) - 김경희 (1989년 샌프란시스코 진) - 장소영 (1990년 샌프란시스코 진) - 백현진 (1992년 샌프란시스코 진) - 류주연 (1993년 샌프란시스코 진) - 김숙 (1994년 샌프란시스코 진) - 송새로운 (1995년 샌프란시스코 진) - 김수현 (1996년 샌프란시스코 진) - 이진아 (1998년 샌프란시스코 진) - 이진하 (2000년 샌프란시스코 진) - 장경아 (2001년 샌프란시스코 진) - 이수현 (2002년 샌프란시스코 진) - 이자경 (2004년 샌프란시스코 진) - 김보라 (2005년 샌프란시스코 진) - 한주영 (2006년 샌프란시스코 진) - 임수영 (2007년 샌프란시스코 진) - 조은현 (2008년 샌프란시스코 진) - 홍민정 (2014년 샌프란시스코 진) | - 주석영 (1990년 시애틀 진) - 정주연 (1996년 시애틀 진) - 김진희 (1997년 시애틀 진) - 한경림 (1998년 시애틀 진) - 장성혜 (1999년 시애틀 진) - 김원아 (2000년 시애틀 진) - 김민선 (2002년 시애틀 진) - 이윤경 (2004년 시애틀 진) - 천해련 (2006년 시애틀 진) - 한예진 (예진, 2008년 시애틀 진) - 박진아 (2010년 시애틀 진) - 주수산 (2012년 시애틀 진) - 조예지 (2014년 시애틀 진) | - 이수미 (1978년 텍사스 진) - 이지향 (1979년 텍사스 진) - 이경화 (1980년 텍사스 진) - 권은덕 (1986년 텍사스 진) - 김수정 (1988년 텍사스 진) - 허재원 (1989년 텍사스 진) - 서은경 (1990년 텍사스 진) - 배경미 (1992년 텍사스 진) - 유연정 (2006년 텍사스 진) - 조혜린 (2007년 텍사스 진) - 이예미 (2008년 텍사스 진) - 이사라 (2009년 텍사스 진) - 김지인 (2011년 텍사스 진) |  |

| - 김정은 (1996년 애틀랜타 진) - 김주연 (2003년 애틀랜타 진) - 임지혜 (2006년 애틀랜타 진) - 강새미 (2007년 애틀랜타 진) - 김소피아 (2008년 애틀랜타 진) - 김혜림 (2009년 애틀랜타 진) - 장지아 (2010년 애틀랜타 진) | - 김유란 (1992년 달라스 진) - 오서희 (1993년 달라스 진) - 이정원 (1994년 달라스 진) - 이임숙 (1995년 달라스 진) - 김소피아 (1996년 달라스 진) | - 정승원 (2009년 덴버 진) - 장서경 (2010년 덴버 진) |  |

| - 이재경 (1996년 보스턴 진) | - 박기복 (1986년 괌 진) - 박성혜 (1986년 괌 선) |  |

| - 박승애 (1973년 캐나다 진) - 이희영 (1974년 캐나다 진) - 차명순 (1975년 캐나다 진) - 김계숙 (1976년 캐나다 진) - 김선숙 (1977년 캐나다 진) - 박혜라 (1979년 캐나다 진) - 허윤정 (1980년 캐나다 진) - 함승희 (1982년 캐나다 진) - 유경희 (1983년 캐나다 진) - 고경희 (1985년 캐나다 진) - 권상희 (1988년 캐나다 진) - 김선희 (1990년 캐나다 진) - 김향미 (1991년 토론토) - 서재미 (1991년 몬트리올) - 양승은 (1992년 캐나다 진) - 강주은 (1993년 캐나다 진) - 고주희 (1994년 캐나다 진) - 김미영 (1995년 캐나다 진) - 서지연 (1996년 캐나다 진) - 고경리 (1997년 캐나다 진) - 장미 (1998년 캐나다 진) - 김보경 (1999년 캐나다 진) - 문혜라 (2001년 캐나다 진) - 박소현 (2002년 캐나다 진) - 류별나 (2003년 캐나다 진) |

| - 박현정 (1975년 브라질 진) - 김혜옥 (1976년 브라질 진) - 조모란 (1988년 브라질 진) - 박혜선 (1988년 브라질 선) - 오혜선 (1989년 브라질 진) - 최송이 (2013년 브라질 진) | - 이수잔나 (1996년 아르헨티나 진) - 김아라 (1997년 아르헨티나 진) - 윤혜림 (1997년 아르헨티나 미) - 한현지 (1998년 아르헨티나 진) | - 이현정 (1995년 파라과이 진) - 이은영 (1996년 파라과이 진) |  |

| - 조애자 (1971년 재일교포 진) - 장영선 (1971년 재일교포 진) - 손순자 (1971년 재일교포 선) - 최용자 (1971년 재일교포 미) - 김성실 (1972년 재일교포 진) - 변미대 (1972년 재일교포) - 김욱자 (1972년 재일교포) - 성비정자 (1972년 재일교포) - 김매자 (1973년 재일교포 진) - 허양자 (1973년 재일교포 선) - 박욱자 (1973년 재일교포 미) - 이갑자 (1974년 재일교포 진) - 노덕자 (1975년 재일교포 진) - 김미행 (1975년 재일교포 선) - 박순좌 (1975년 재일교포 미) - 이란자 (1976년 재일교포) - 이송미 (1977년 재일교포 진) - 박치미 (1977년 재일교포 선) - 이유미 (1978년 재일교포 진) - 박부자 (1978년 재일교포 선) - 정인숙 (1978년 재일교포 미) - 김우숙 (1979년 재일교포 진) - 신부자 (1980년 재일교포 선) - 이진리자 (1980년 재일교포 미) - 장조미 (1981년 재일교포 진) - 손자미 (1981년 재일교포 선) - 박말희 (1981년 재일교포 미) - 전수자 (1982년 재일교포 진) - 배양자 (1982년 재일교포 선) - 박숙미 (1983년 재일교포 진) - 신전자 (1983년 재일교포 선) - 고광미 (1983년 재일교포 미) - 김유기 (1987년 재일교포 진) - 김희주 (1993년 일본 진) - 김명화 (1998년 재일교포 진) - 신미라 (1998년 재일교포 선) - 김우향 (1998년 재일교포 미) - 강아미 (1999년 재일동포 진) - 오지선 (1999년 재일동포 선) - 김아영 (1999년 재일동포 미) - 신우진 (2000년 재일동포 진) - 오주원 (2000년 재일동포 선) - 정주은 (2000년 재일동포 미) - 김하용 (2001년 재일동포 진) - 오유리 (2001년 재일동포 선) - 김숙자 (2001년 재일동포 미) - 이지영 (2002년 일본 진) - 이경희 (2002년 일본 선) - 서은혜 (2002년 일본 미) - 이경매 (2003년 일본 진) - 강애자 (2003년 일본 선) - 김유리 (2003년 일본 미) - 하영미 (2004년 일본 진) - 김육혜 (2004년 일본 선) - 남유가 (2004년 일본 미) - 박예린 (2005년 일본 진) - 김리애 (2006년 일본 진) - 권리애 (2007년 일본 선) - 강유미 (2007년 일본 미) - 권리세 (리세, 2009년 일본 진) - 김문정 (2010년 일본 진) - 고나현 (2011년 일본 진) - 노윤주 (2012년 일본 진) - 남수현 (2013년 일본 진) - 연유정 (2015년 일본 진) - 김송자 (2015년 일본 선) - 이다혜 (2015년 일본 미) - 이정서 (2015년 일본 미) - 배가화 (2016년 일본 진) - 표민서 (2016년 일본 선) - 류나영 (2016년 일본 미) - 김진앙 (2017년 일본 진) - 이하나 (2017년 일본 선) - 조리카 (2017년 일본 미) - 홍지언 (2018년 일본 진) - 박승아 (2018년 일본 선) - 김귀미 (2018년 일본 미) - 권혜연 (2019년 일본 진) - 김아영 (2019년 일본 선) - 최한슬 (2019년 일본 미) - 윤미소 (2020년 일본 진) - 이승주 (2020년 일본 선) - 김혜미 (2020년 일본 미) | - 한영 (2006년 중국 진) - 김보람 (한지우, 2007년 중국 진) - 백서아 (2015년 중국 진) - 이주의 (2015년 중국 선) - 김민선 (2015년 중국 미) - 최미향 (2015년 중국 미) - 정지윤 (2016년 중국 진) - 양희선 (2016년 중국 선) - 민지수 (2016년 중국 미) - 송나경 (2017년 중국 진) - 박성연 (2017년 중국 선) - 황정빈 (2017년 중국 미) - 김서청 (2018년 중국 진) - 김희란 (2018년 중국 선) - 김재인 (2018년 중국 미) - 이승혜 (2019년 중국 진) - 최가은(2019년 중국 선) - 박네리 (2019년 중국 미) | - 이영미 (1984년 함북 진) - 김삼숙 (1984년 함남 진) - 김경자 (1984년 평북 진) - 방혜연 (1984년 평남 진) - 이미홍 (1984년 황해 진) - 임선경 (1985년 함북 진) - 권현주 (1985년 함남 진) - 권태경 (1985년 평북 진) - 윤태미 (1985년 평남 진) - 선인화 (1985년 황해 진) - 박병희 (1986년 함북 진) - 최명숙 (1986년 함남 진) - 민소영 (1986년 평북 진) - 오승희 (1986년 평남 진) - 차혜숙 (1986년 황해 진) - 김연임 (1987년 함북 진) - 양재경 (1987년 함남 진) - 박성신 (1987년 평북 진) - 김지원 (1987년 평남 진) - 신승희 (1987년 황해 진) - 민경자 (1988년 이북5도 진) - 류진영 (1988년 이북5도 선) - 현윤정 (1988년 이북5도 미) - 김동년 (1989년 평북) - 김현정 (1989년 평남) - 성저희 (1989년 함남) - 이정 (1989년 황해 진) - 홍선주 (1990년 이북5도) - 이경아 (1990년 황해 진) - 오승아 (1991년 함경 진) - 윤영희 (1991년 평안 진) - 홍주희 (1991년 황해/진도 진) |  |

| - 박옐레나 (1999년 카자흐스탄 진) | - 이한나 (2017년 필리핀 진) - 조원희 (2017년 필리핀 선) - 홍한선 (2017년 필리핀 미) - 국선영 (2018년 필리핀 진) - 박세은 (2018년 필리핀 선) - 방선화 (2018년 필리핀 미) |  |

| - 홍춘자 (1986년 영국 진) | - 정영순 (1992년 사할린 진) - 함나탈리아 (2000년 러시아 진) - 이엘레나 (2001년 러시아 진) | - 최지혜 (1982년 재호교포 진) - 장미나 (1989년 호주 진) - 정미애 (1989년 호주 선) - 정승연 (1990년 호주 진) - 박윤정 (1992년 호주 진) - 지승완 (1994년 호주 진) - 고유정 (1995년 호주 진) - 이은경 (1996년 호주 진) - 황승희 (1998년 호주 진) - 김효정 (2001년 호주 진) - 김태미 (2002년 호주 진) - 윤혜정 (2003년 호주 진) - 이해 (2004년 호주 진) - 정효정 (2006년 오세아니아 진) - 김은영 (2007년 오세아니아 진) - 조혜인 (2012년 대양주 진) - 선효빈 (2013년 대양주 진) |  |

## 역대 참가자 사진

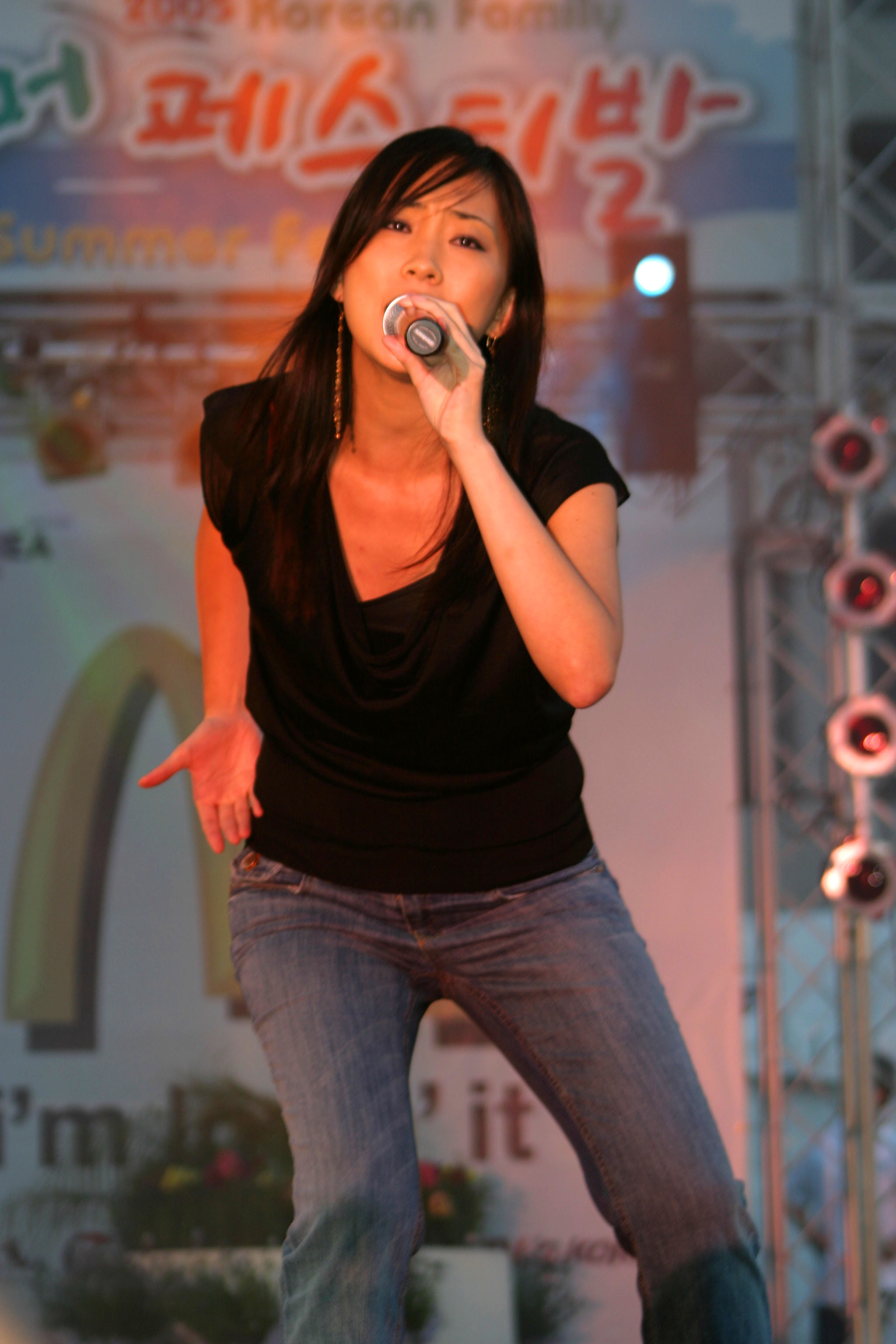
1995년 미스 워싱턴 선 제이(정재영), 1995년 미스코리아 미참가
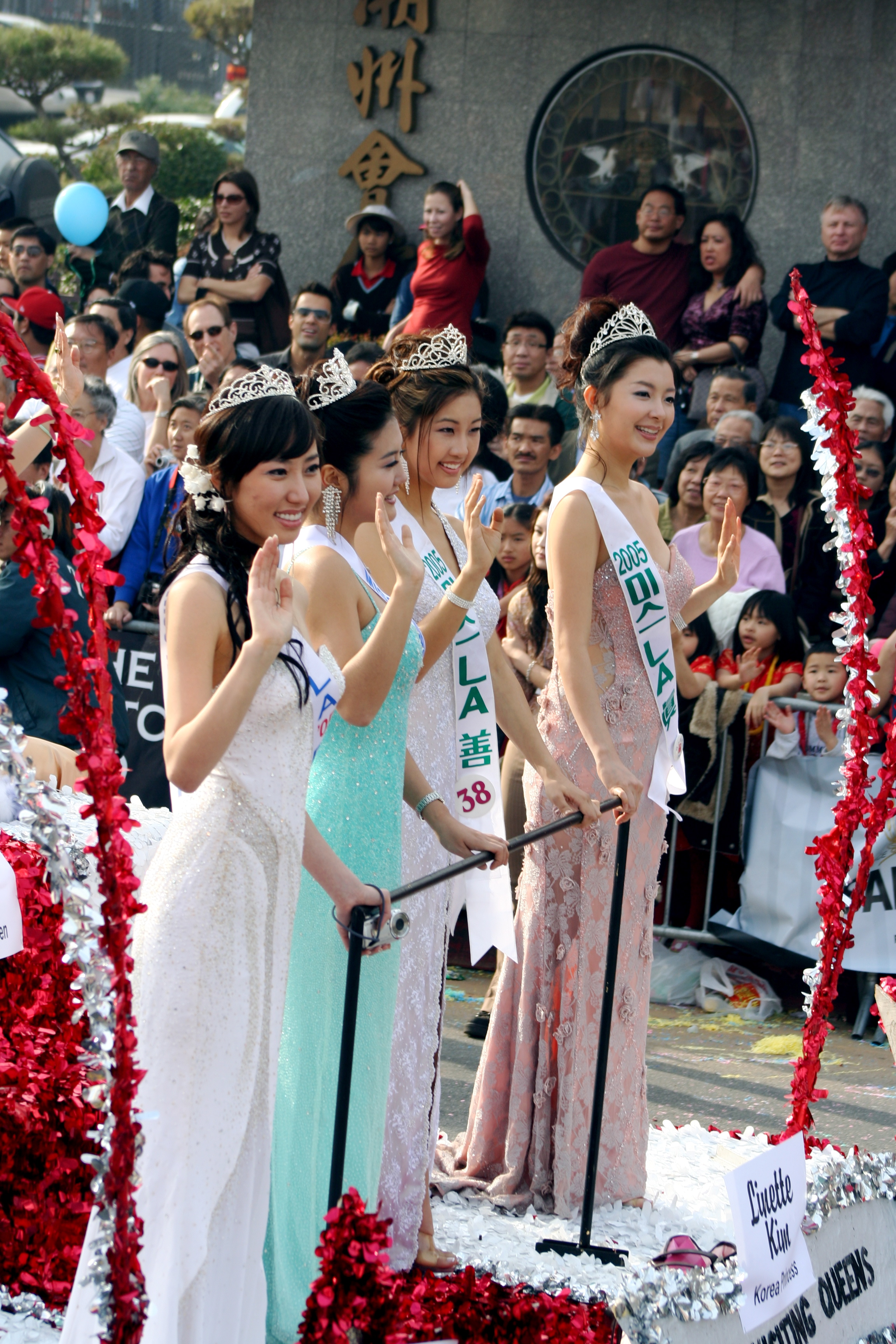
2005년 미스 LA 2005년 미스코리아 후보
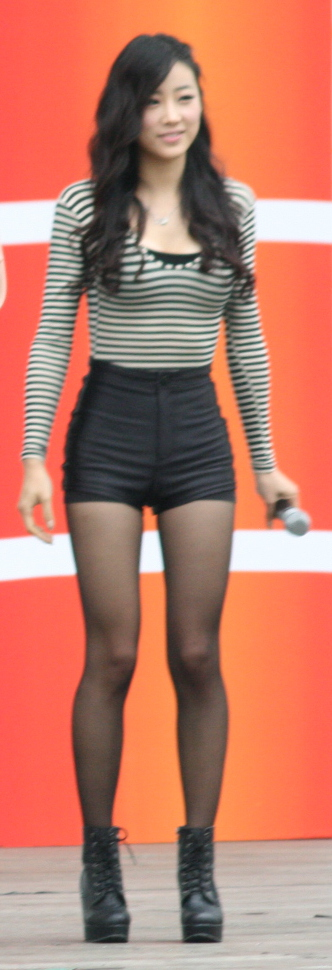
2008년 미스 시애틀 진 예진(한예진), 2008년 미스코리아 후보
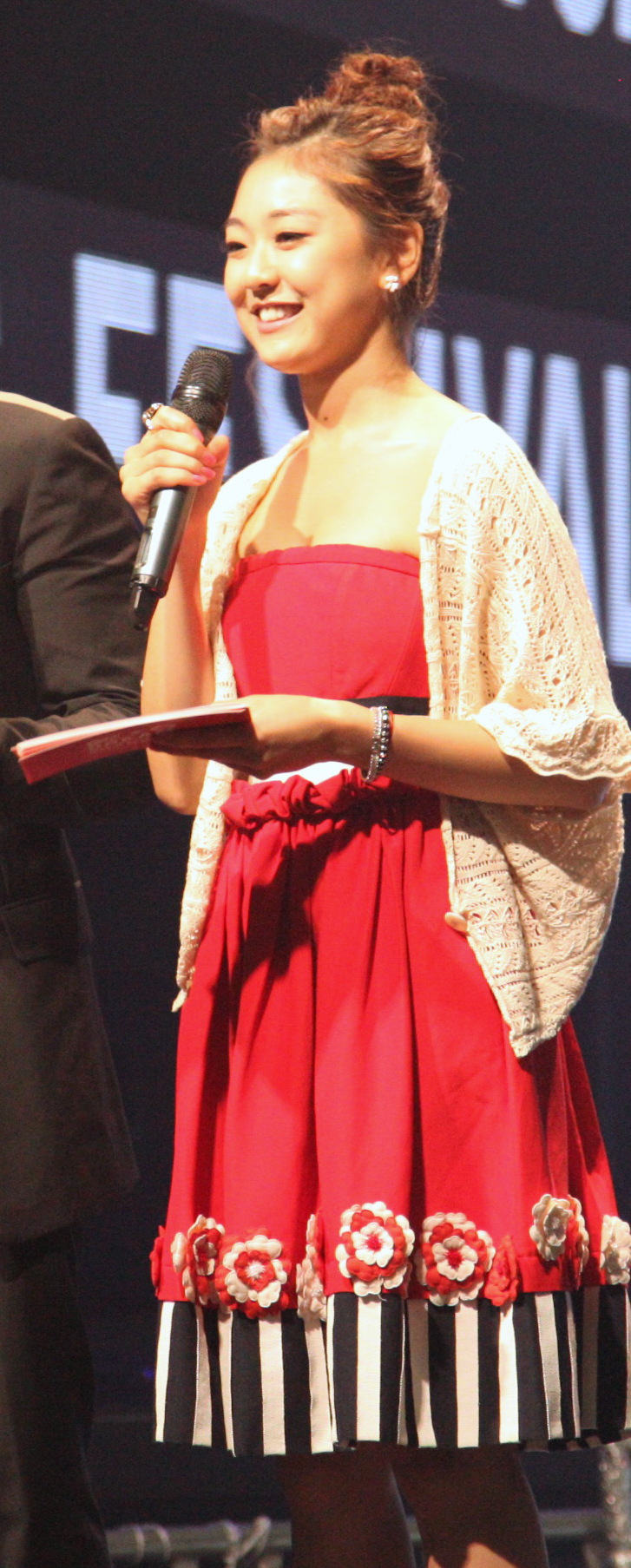
2009년 미스 일본 진 리세(권리세), 2009년 미스코리아 후보
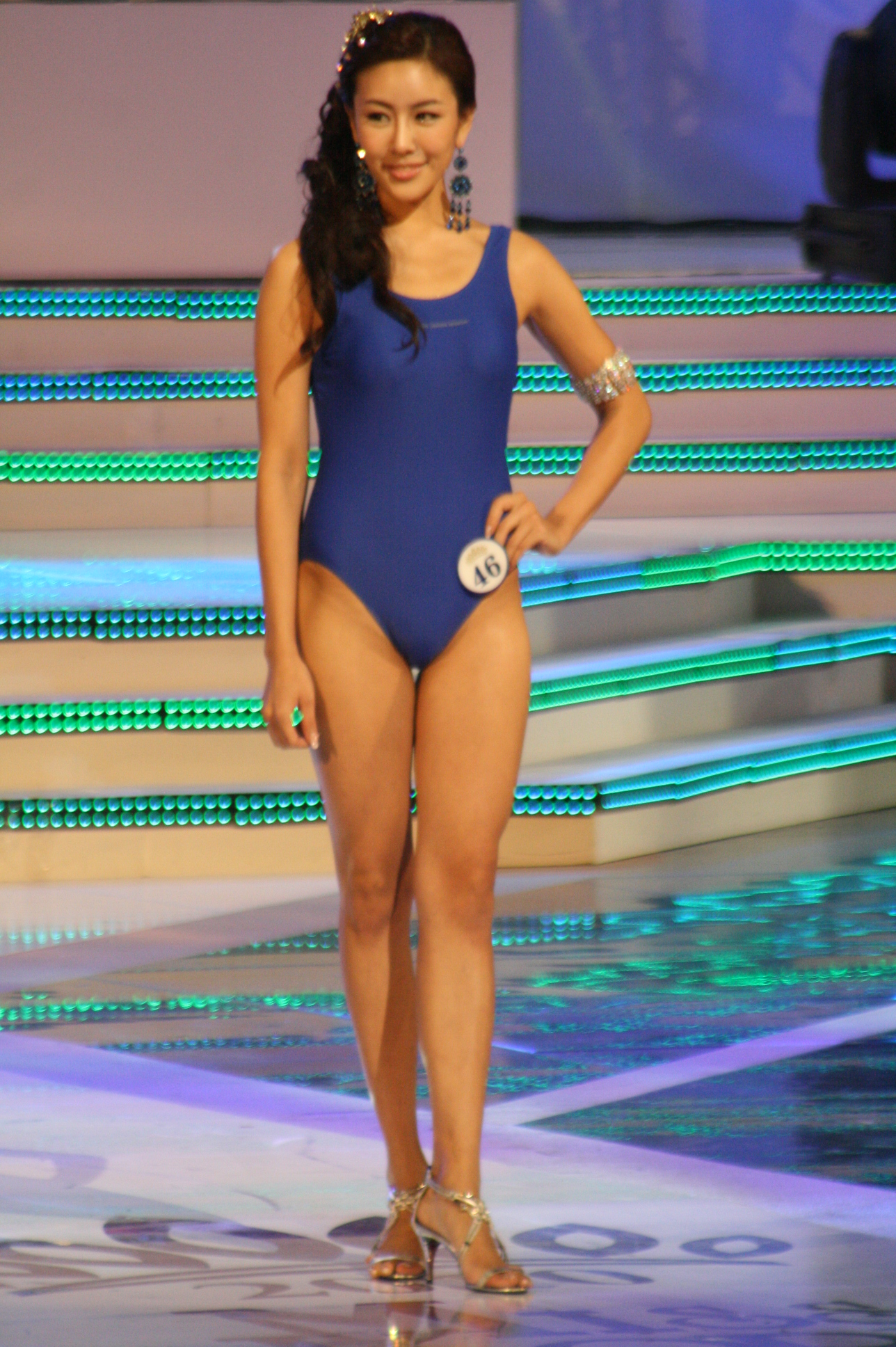
2010년 미스 뉴욕 진 이은지, 2010년 미스코리아 후보
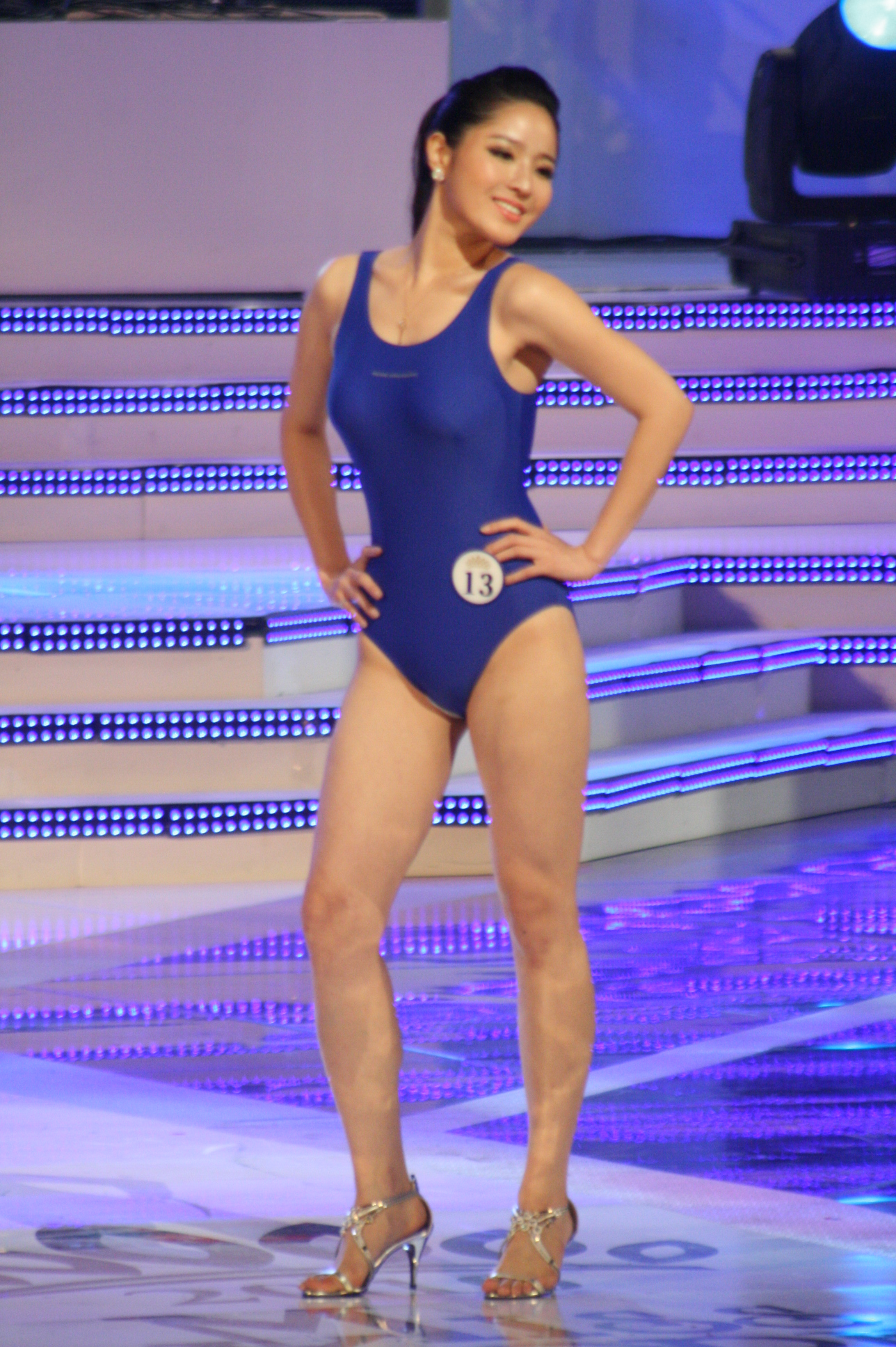
2010년 미스 뉴욕 선 유지민, 2010년 미스코리아 후보
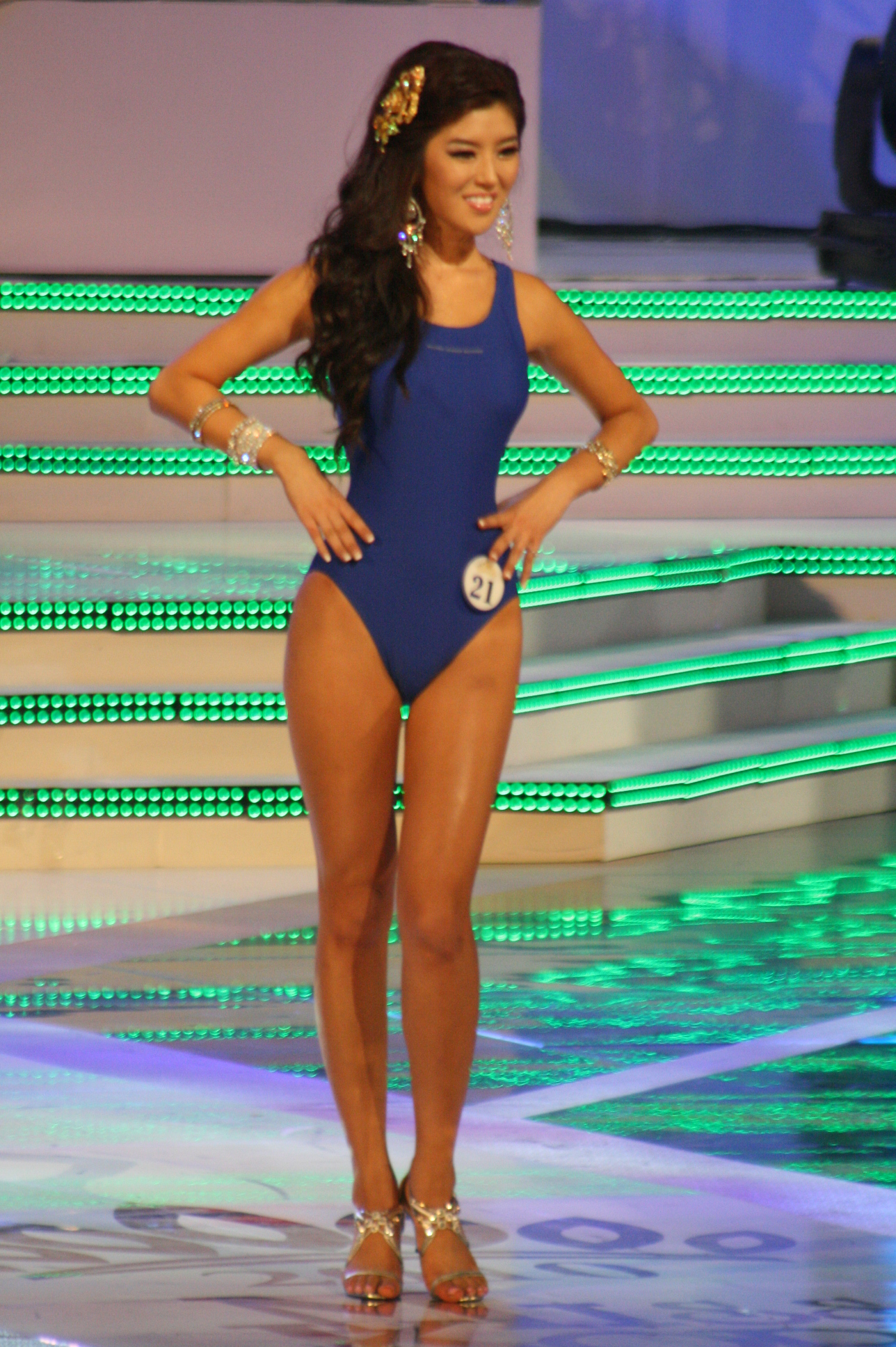
2010년 미스 LA 진 이지현, 2010년 미스코리아 후보
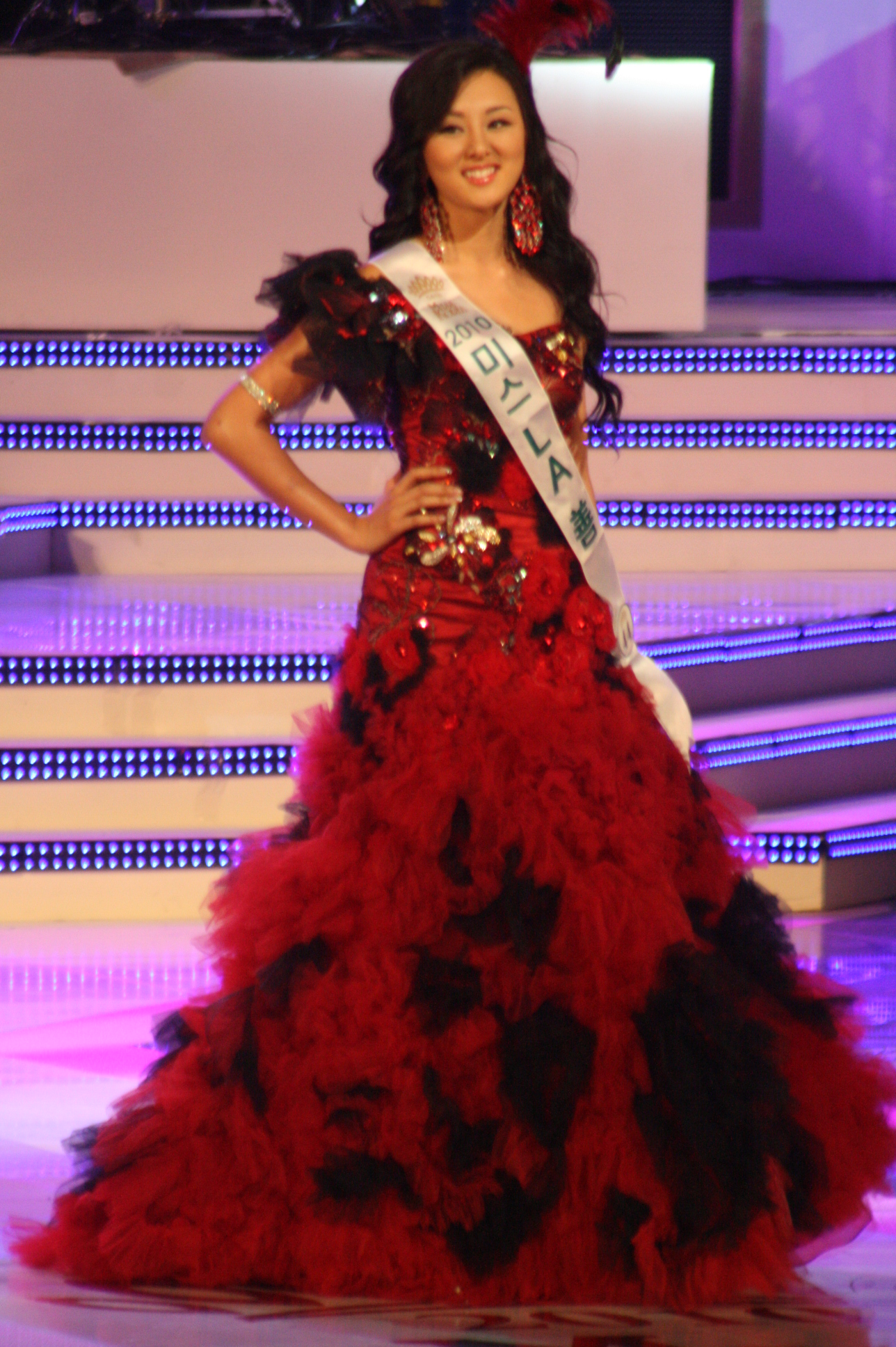
2010년 미스 LA 선 김나연, 2010년 미스코리아 후보
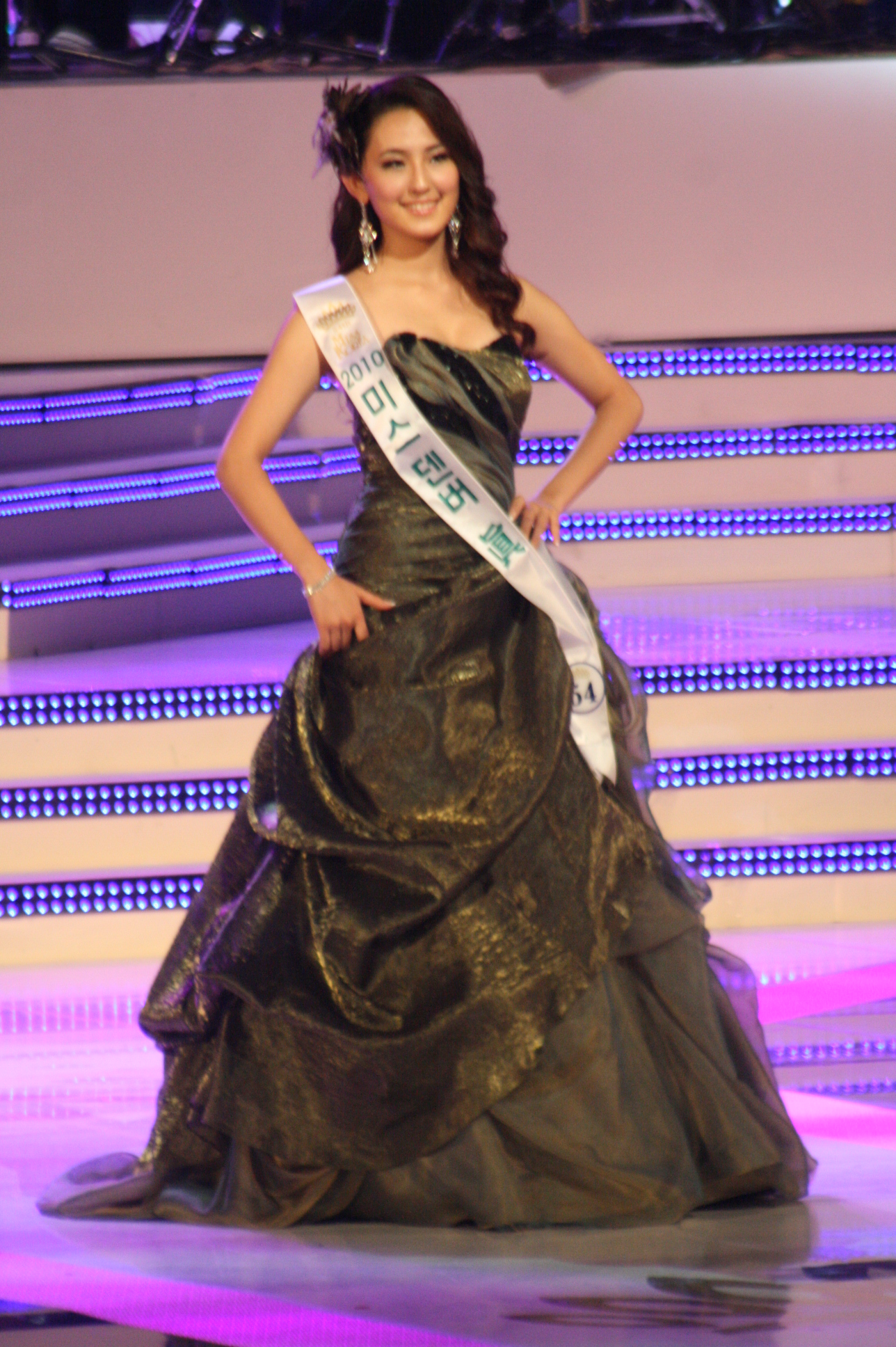
2010년 미스 덴버 진 장서경, 2010년 미스코리아 후보
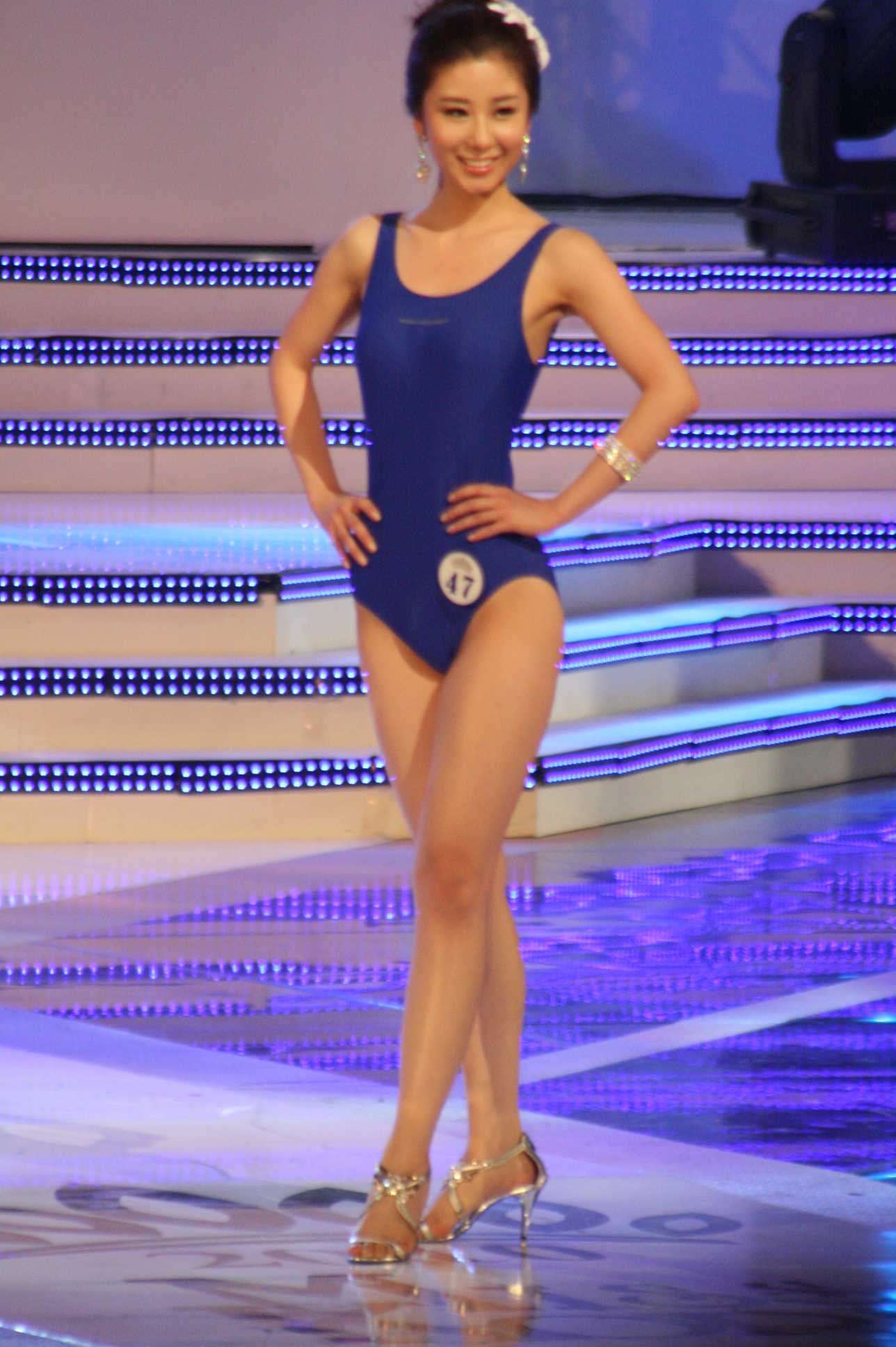
2010년 미스 시애틀 진 박진아, 2010년 미스코리아 후보
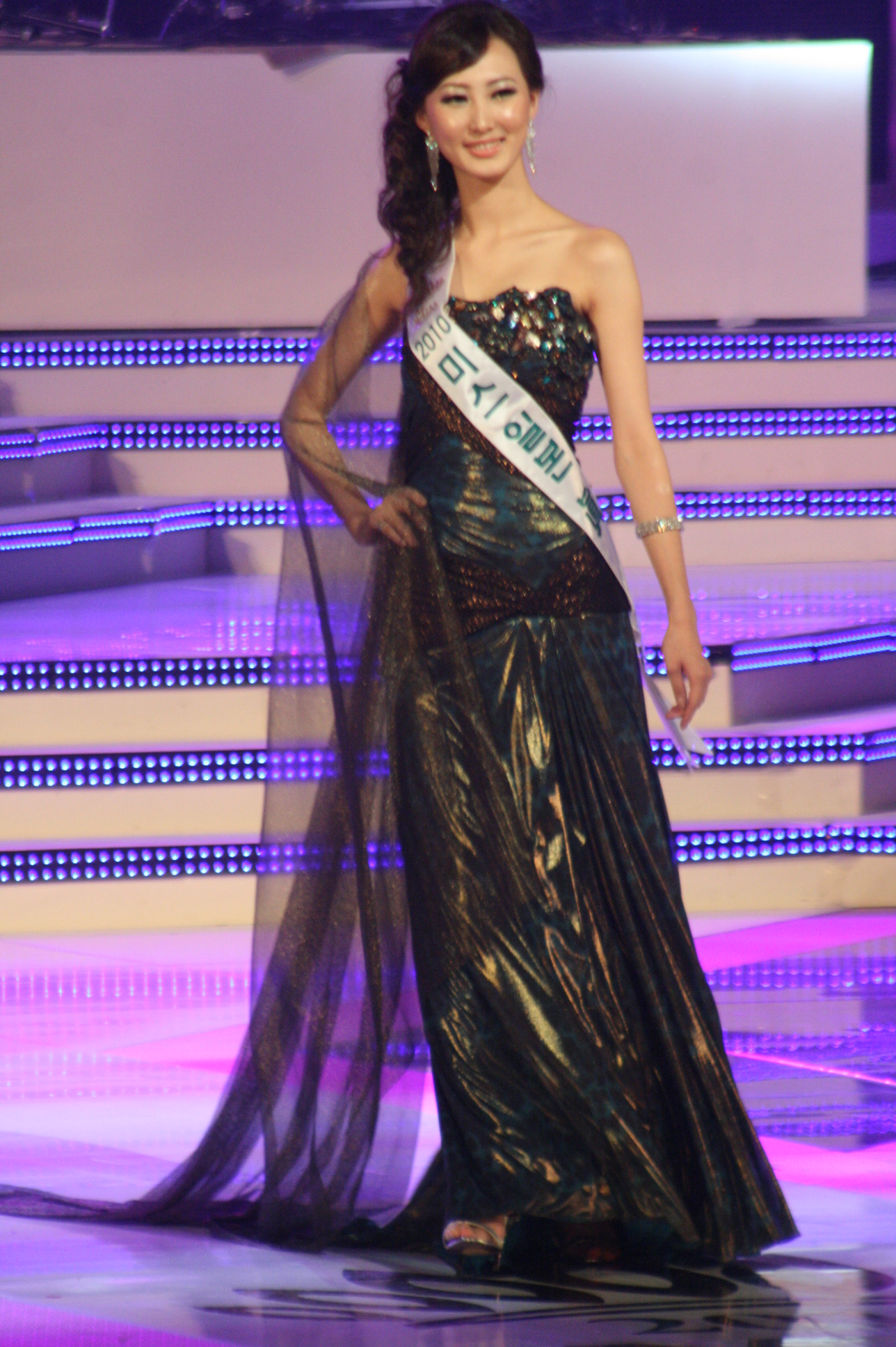
2010년 미스 일본 진 김문정, 2010년 미스코리아 후보
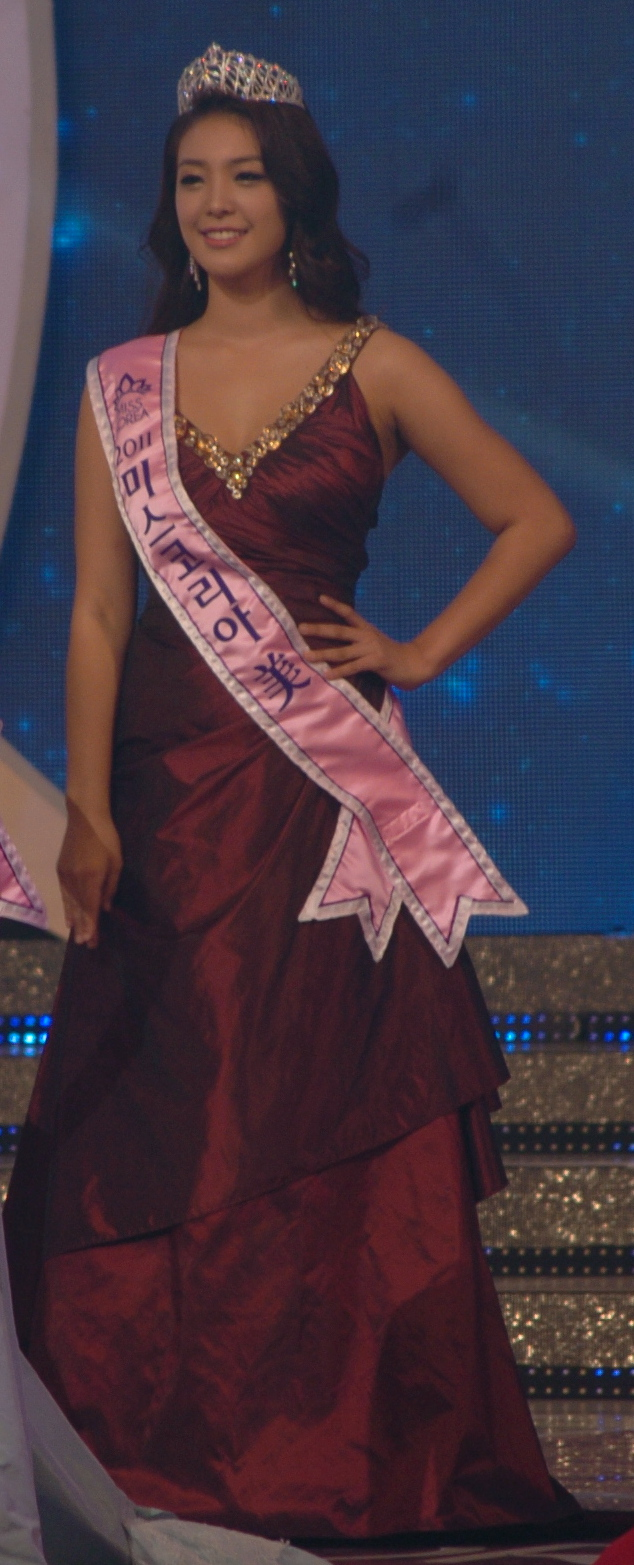
2011년 미스 LA 진 김수정, 2011년 미스코리아 미
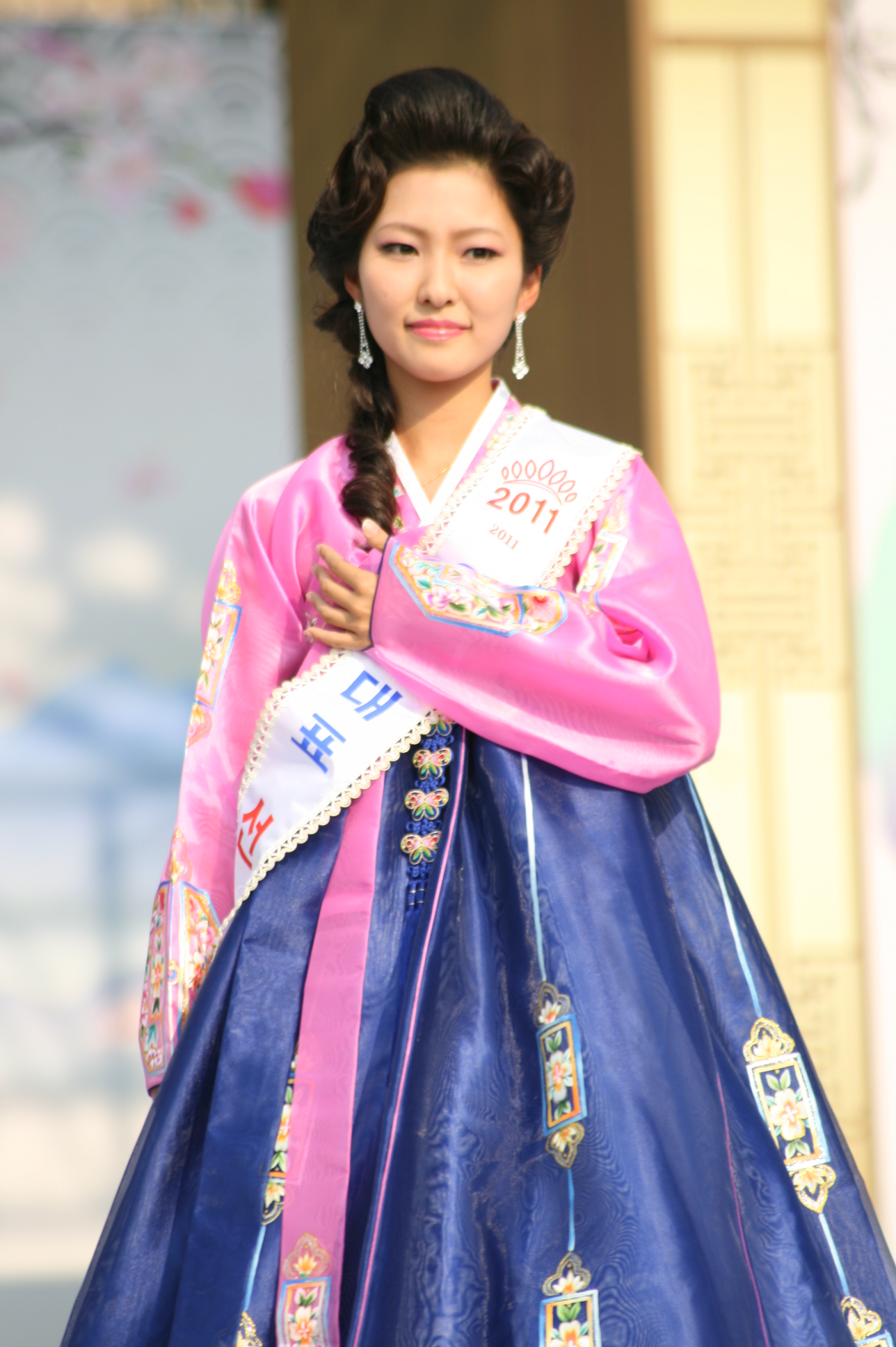
2011년 미스 일본 선 2011년 미스코리아 미참가
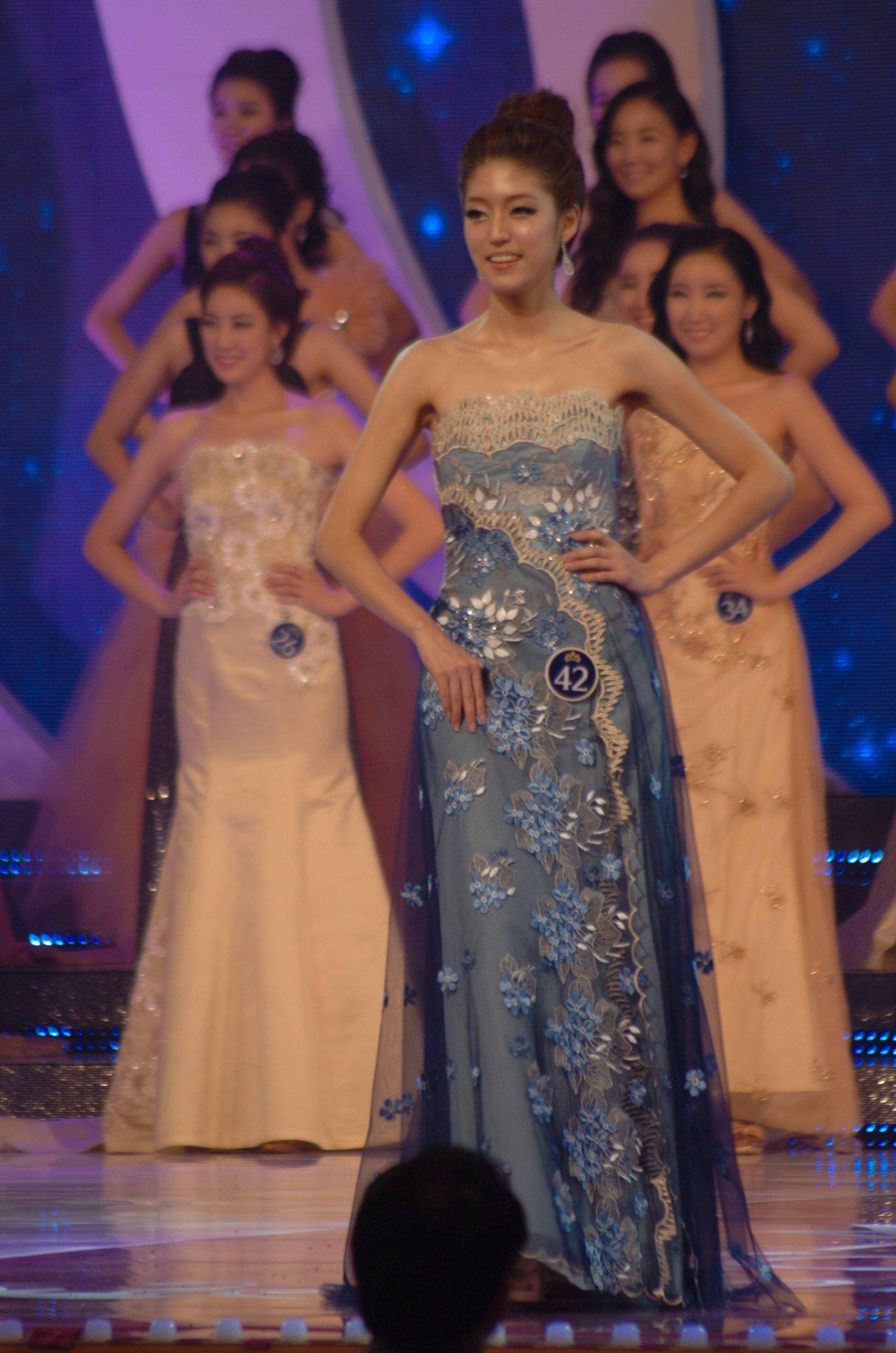
2012년 미스 워싱턴 진 구민정, 2012년 미스코리아 후보
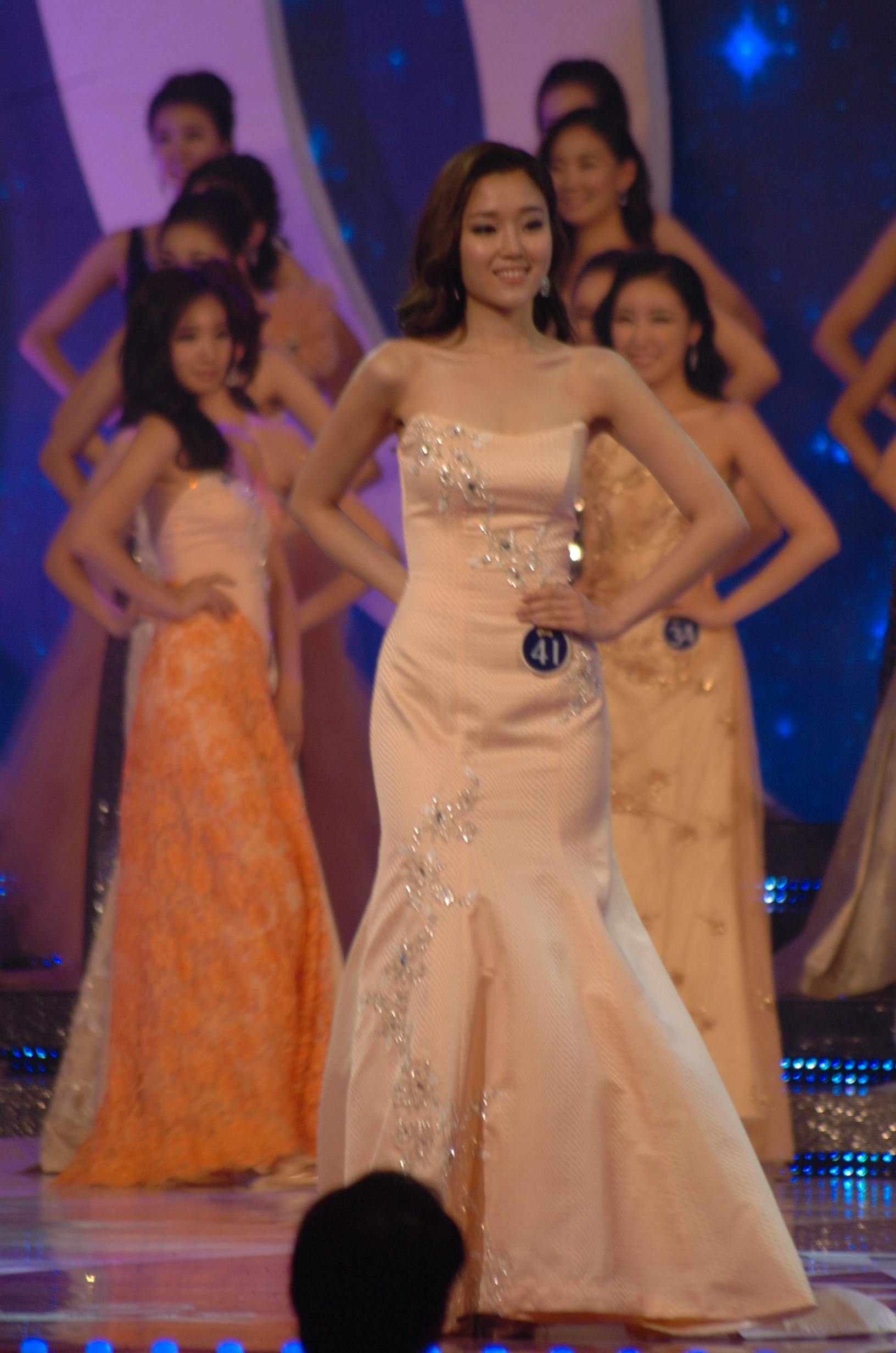
2012년 미스 뉴욕 진 정수미, 2012년 미스코리아 후보
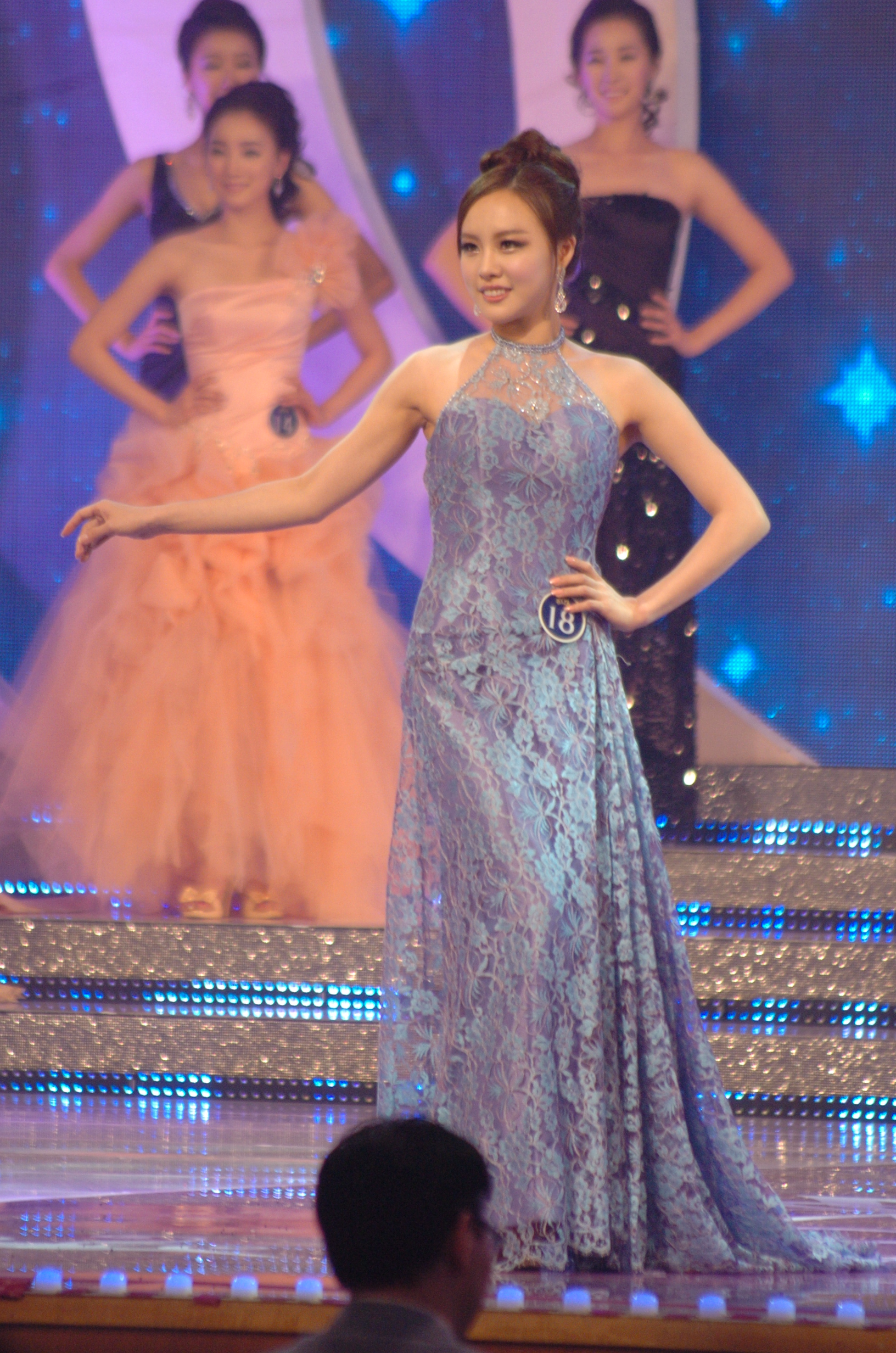
2012년 미스 뉴욕 선 김미래, 2012년 미스코리아 후보
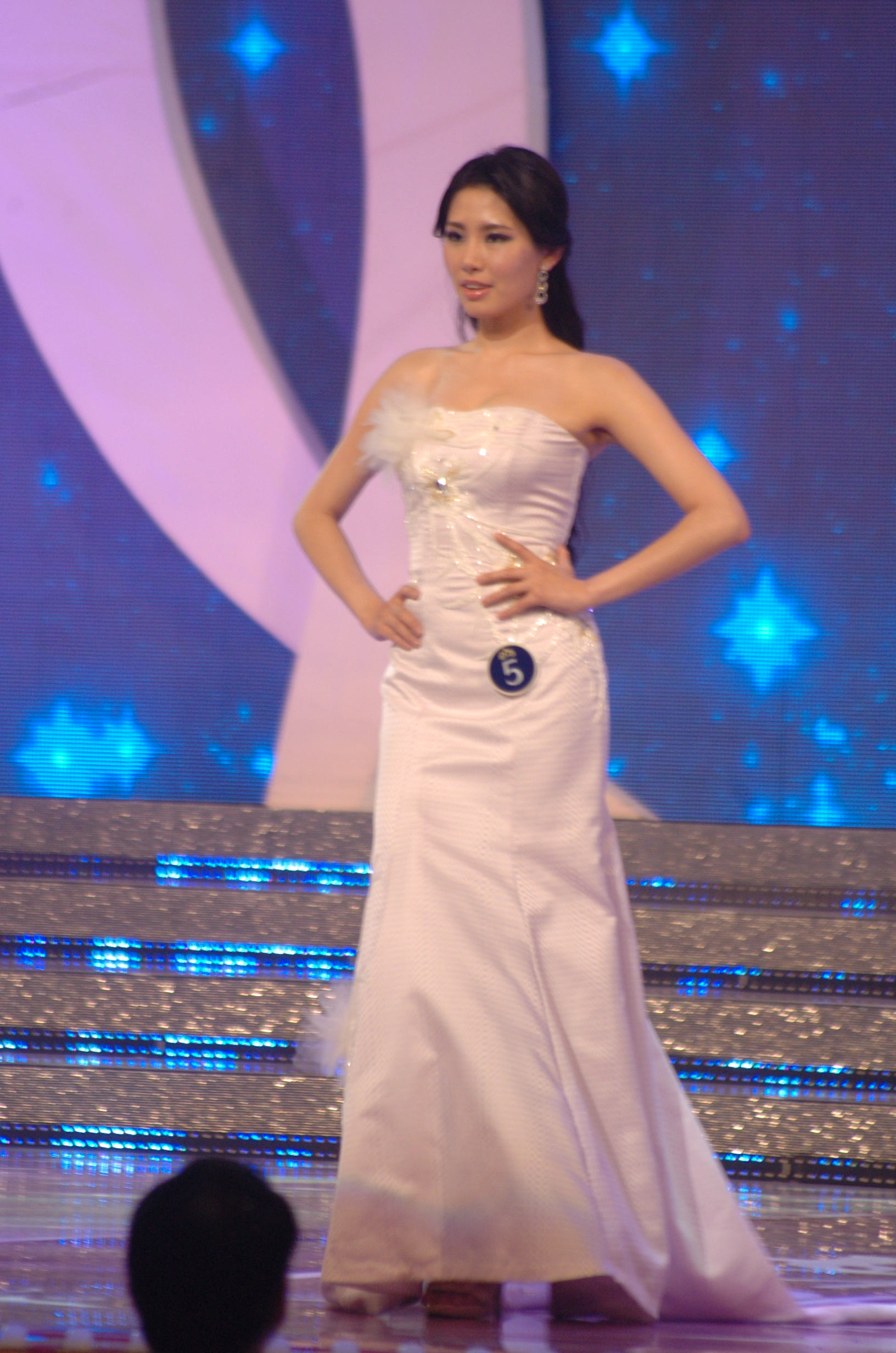
2012년 미스 뉴욕 미 한미령, 2012년 미스코리아 후보
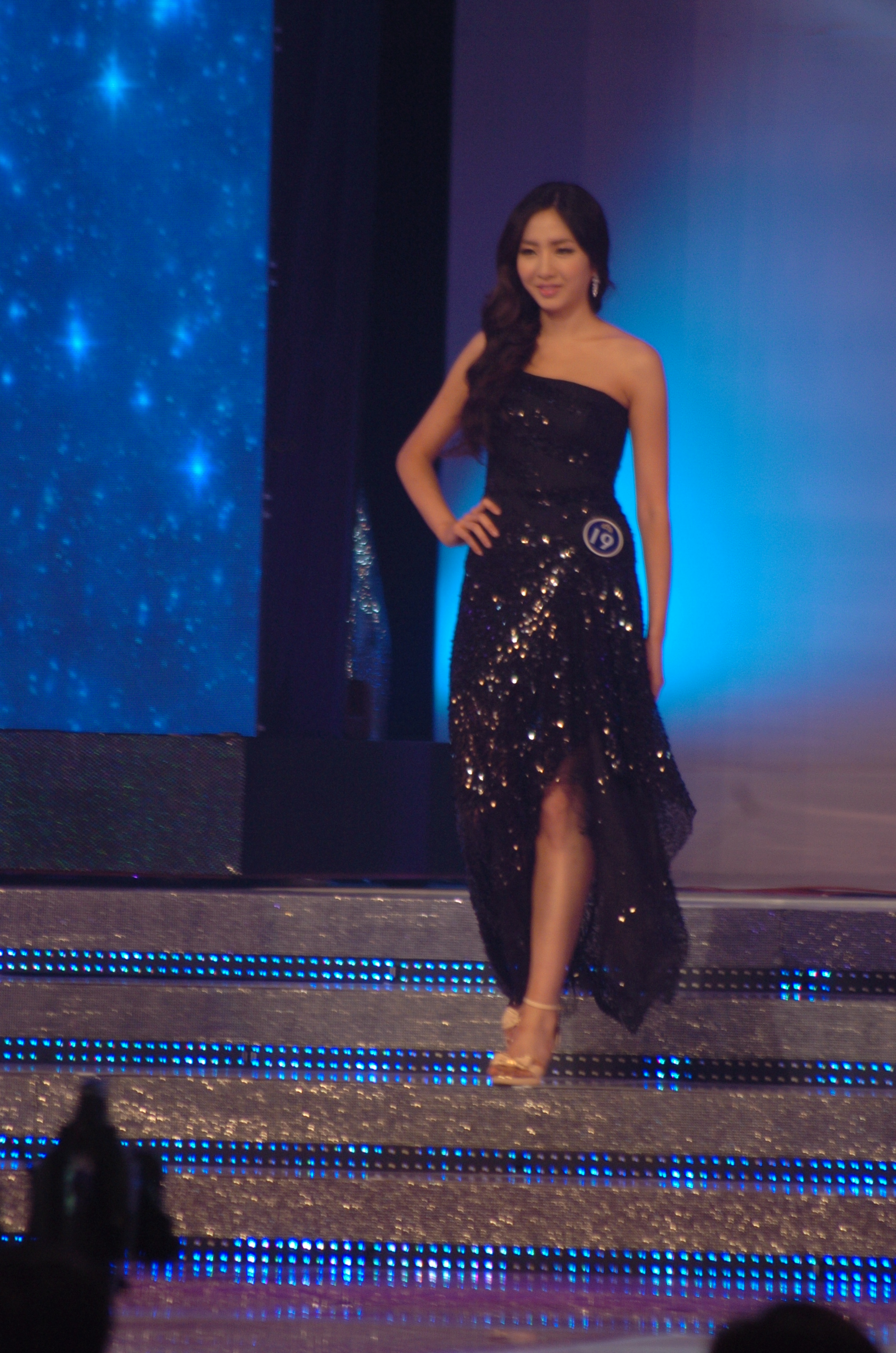
2012년 미스 LA 진 서은진, 2012년 미스코리아 후보
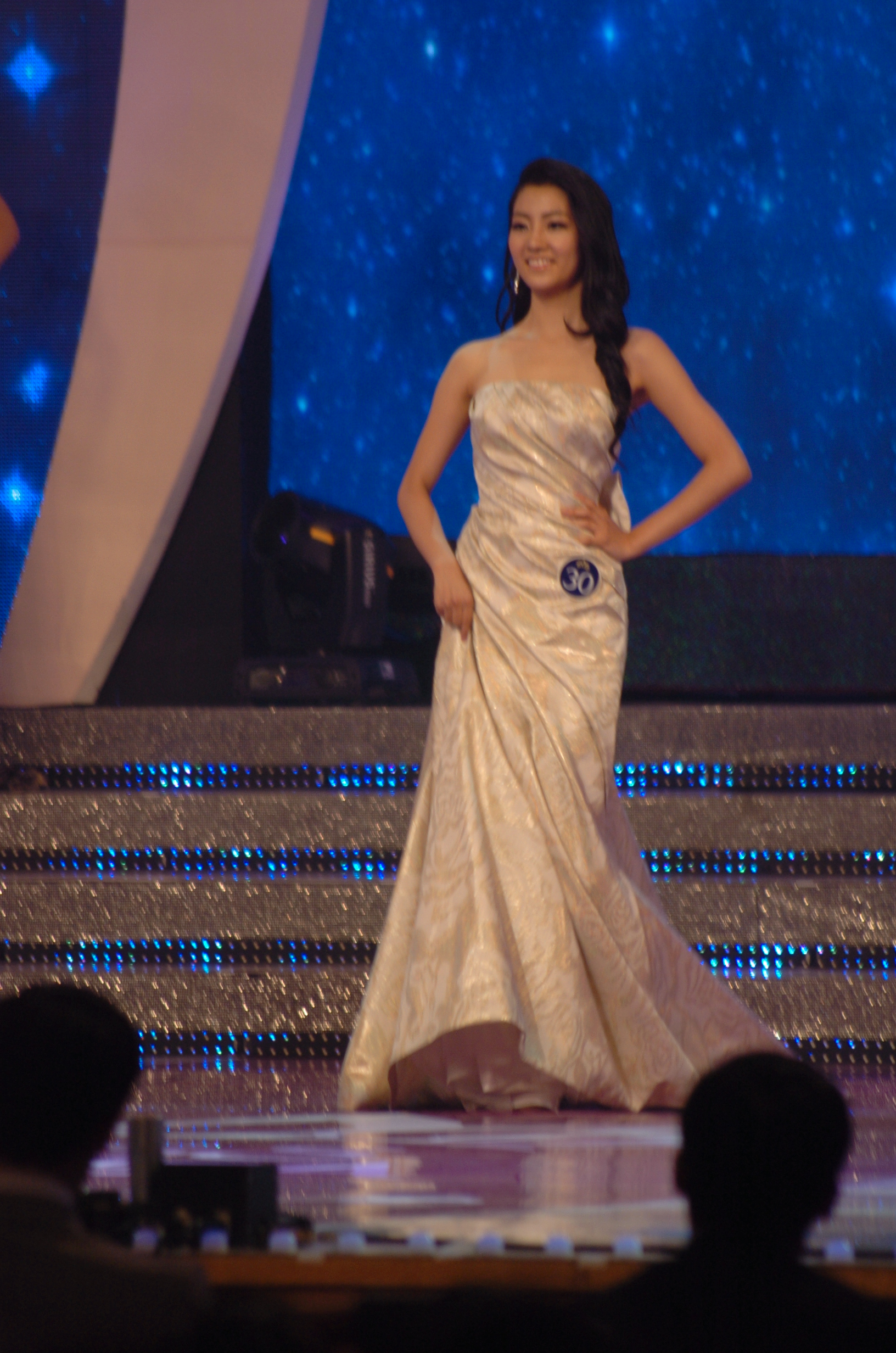
2012년 미스 LA 선 왕인, 2012년 미스코리아 후보
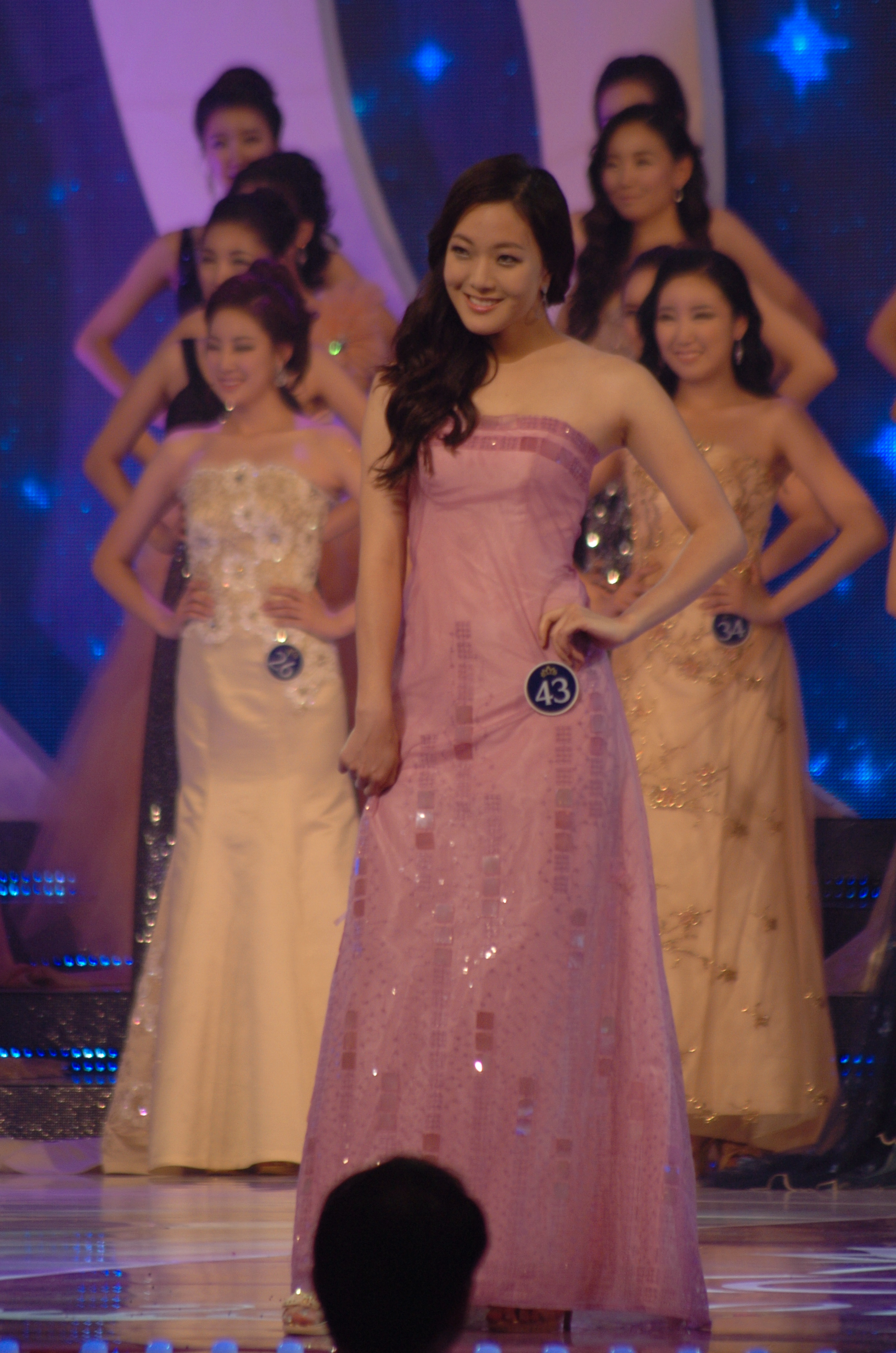
2012년 미스 LA 미 권유주, 2012년 미스코리아 후보
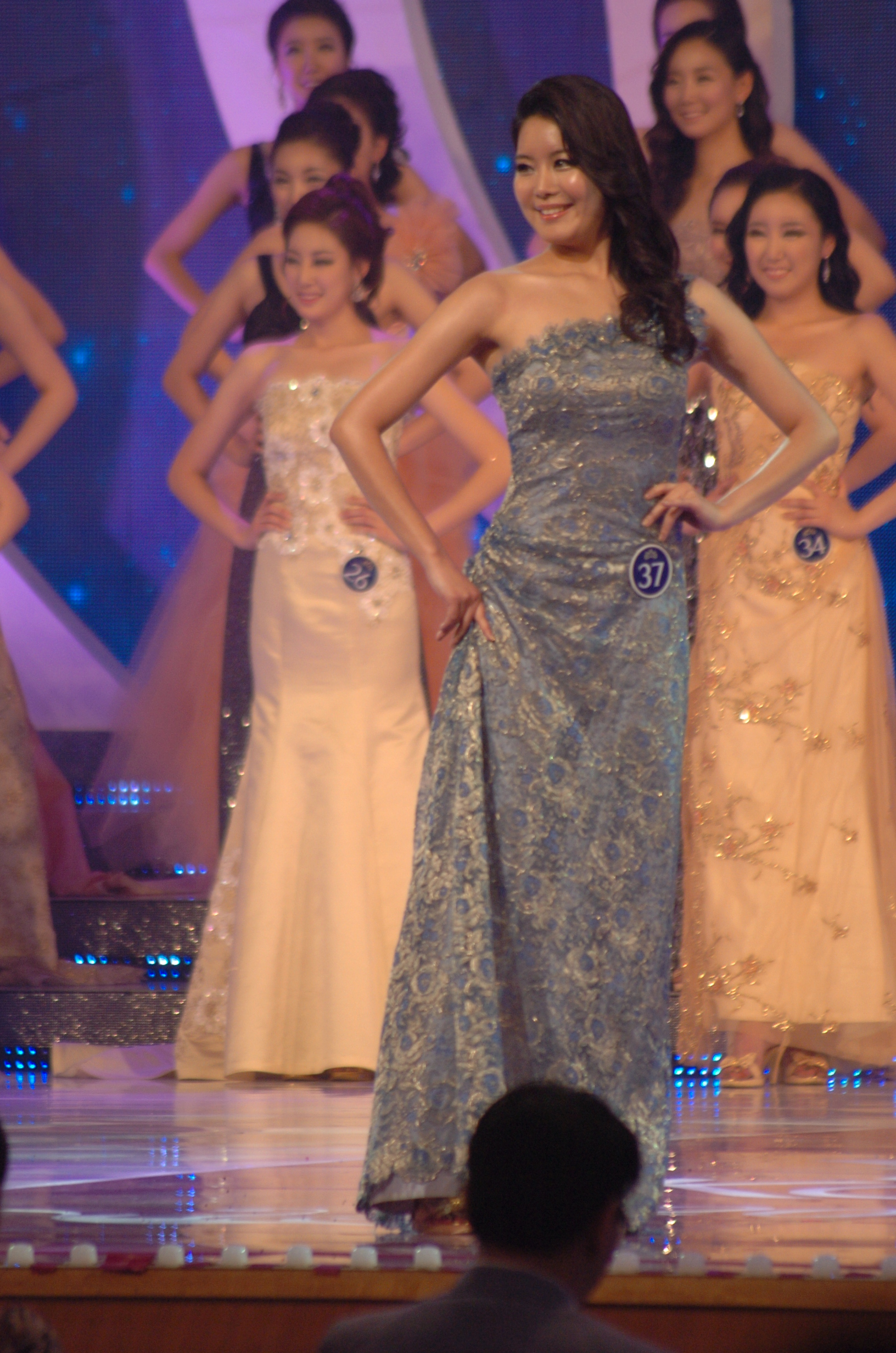
2012년 미스 시애틀 진 주수산, 2012년 미스코리아 후보
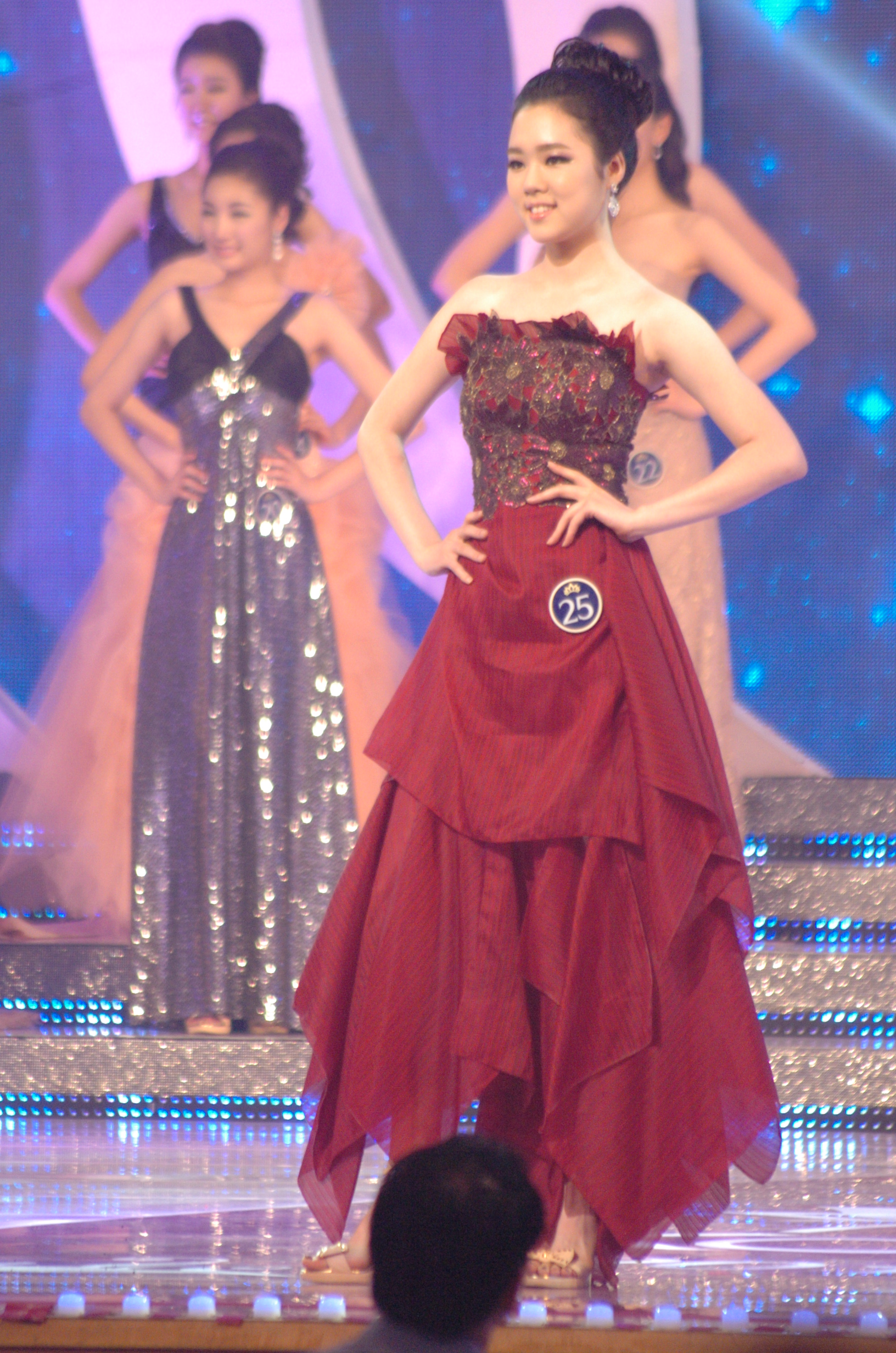
2012년 미스 일본 진 노윤주, 2012년 미스코리아 후보
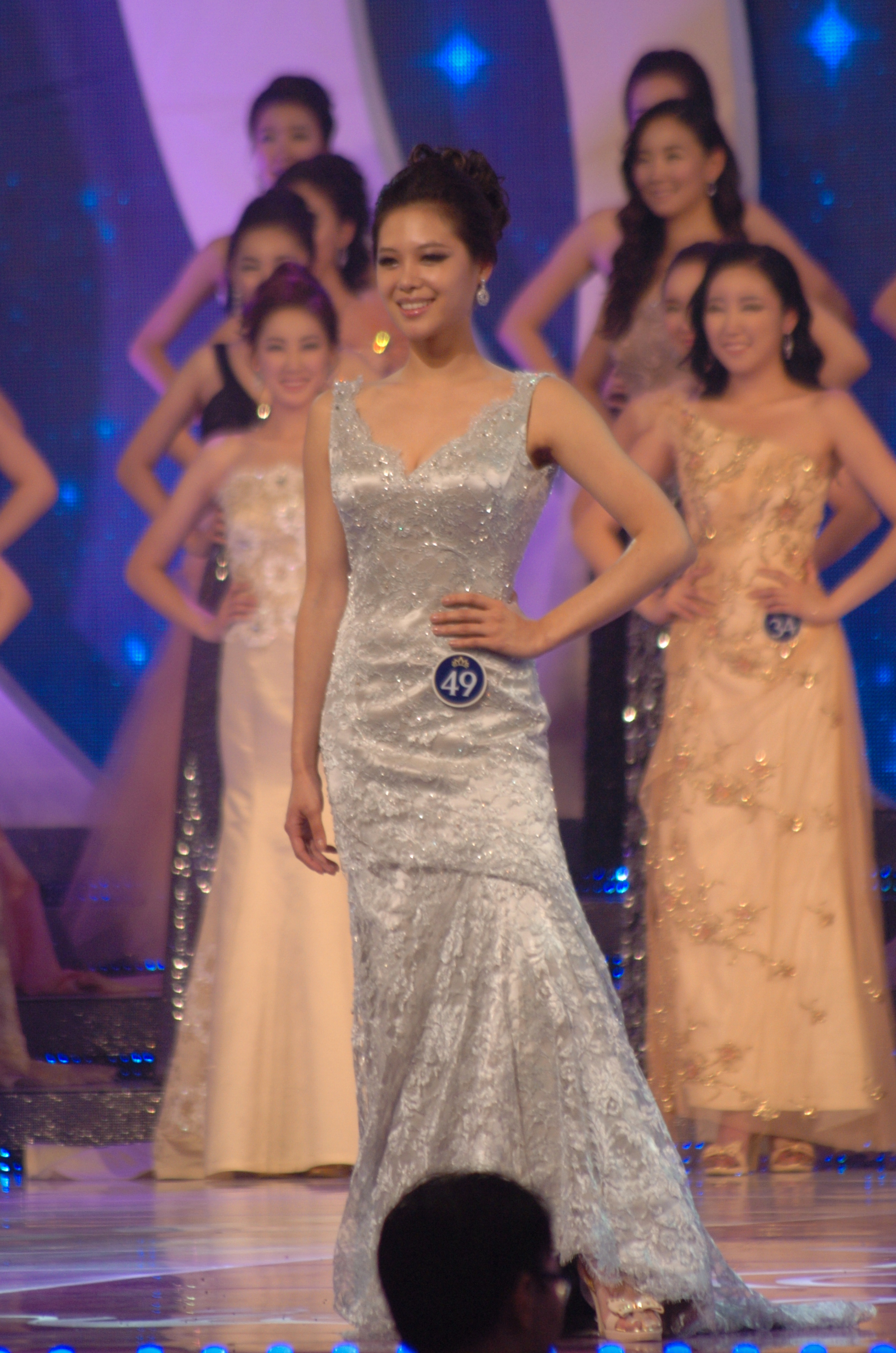
2012년 미스 대양주 진 조혜인, 2012년 미스코리아 후보
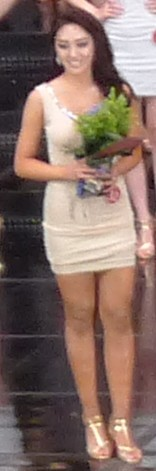
2013년 미스 LA 진 황해나, 2013년 미스코리아 후보
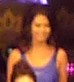
2013년 미스 브라질 진 최송이, 2013년 미스코리아 미
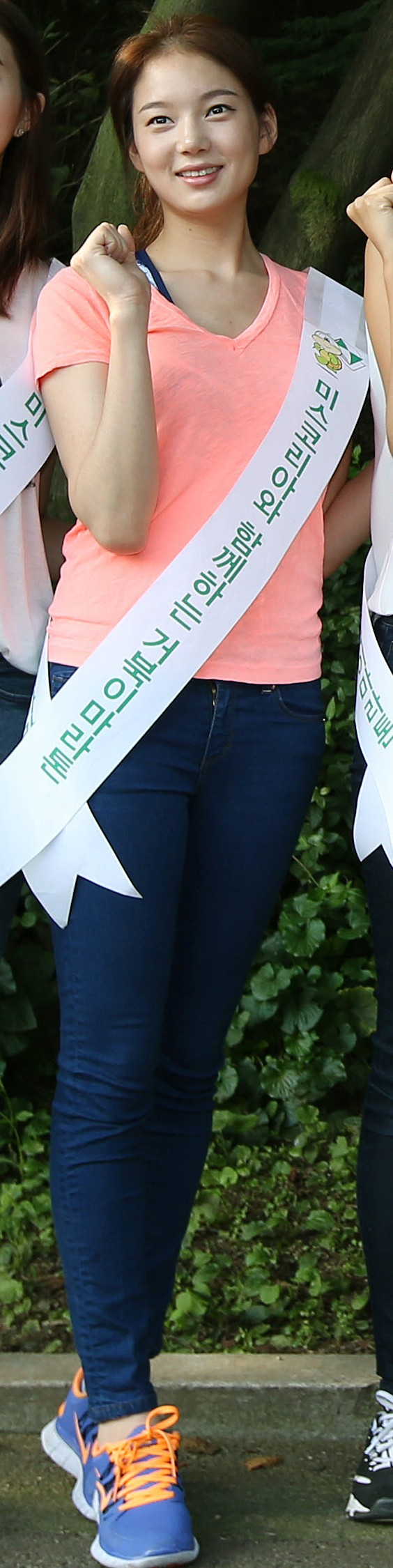
2014년 미스 USA 미 이사라, 2014년 미스코리아 미